# Wikimedia CEE Meeting

Логотип конференції Wikimedia CEE Meeting 2014, що відбулася в Києві 19-21 грудня 2014 року

Wikimedia CEE Meeting (скорочення від Wikimedia Central Eastern European Meeting, Центрально-європейська зустріч Вікімедіа) — зустріч представників руху Вікімедіа з країн Східної та Центральної Європи, що проходить у Європі під патронатом Фонду Вікімедіа.

## Місця зустрічей
| Конференція                | Дата                 | Місце   | К-сть учасників |
| -------------------------- | -------------------- | ------- | --------------- |
| Wikimedia CEE Meeting 2012 | 13-14 жовтня 2012    | Белград | ~45             |
| Wikimedia CEE Meeting 2013 | 14-17 листопада 2013 | Модра   | ~35             |
| Wikimedia CEE Meeting 2014 | 19-21 грудня 2014    | Київ    | ~75             |
| Wikimedia CEE Meeting 2015 | 10-13 вересня 2015   | Вооре   | ~60             |
| Wikimedia CEE Meeting 2016 | 27-29 серпня 2016    | Діліжан | ~70             |
| Wikimedia CEE Meeting 2017 | 22-25 вересня 2017   | Варшава | 104             |
| Wikimedia CEE Meeting 2018 | 13-15 жовтня 2018    | Львів   | ~125            |
| Wikimedia CEE Meeting 2019 | 11-13 жовтня 2019    | Белград | 120             |
| Wikimedia CEE Meeting 2020 | 2-4 жовтня 2020      | Онлайн  | ~90             |
| Wikimedia CEE Meeting 2021 | ?                    | Охрид   |                 |

## Історія

### Ідея
Ідея проведення WCEEM народилася 6 серпня 2011 року під час «Вікіманії 2011» в Хайфі. Учасники з країн Центральної і Східної Європи поділилися своїм досвідом щодо створення тіснішого співробітництва.
Причинами і метою проведення Wikimedia CEE Meeting стали:
- Спільна культурна спадщина учасників.
- Загальні проблеми авторського права.
- Проблеми пожертвувань.
- Використання одних і тих же мов у різних країнах.
- Легка і доступна мандрівка між багатьма з цих країн.
- Можливість обміну досвідом, вивчення передового досвіду.
- Можливість ближче познайомитися один з одним у реальному світі.

### Перша конференція
Перша міжнародна конференція Wikimedia CEE Meeting, що зібрала вікіпедистів та вікімедійців із 18 країн центральної та східної Європи, відбулася 13-14 жовтня 2012 року в Белграді (Сербія).

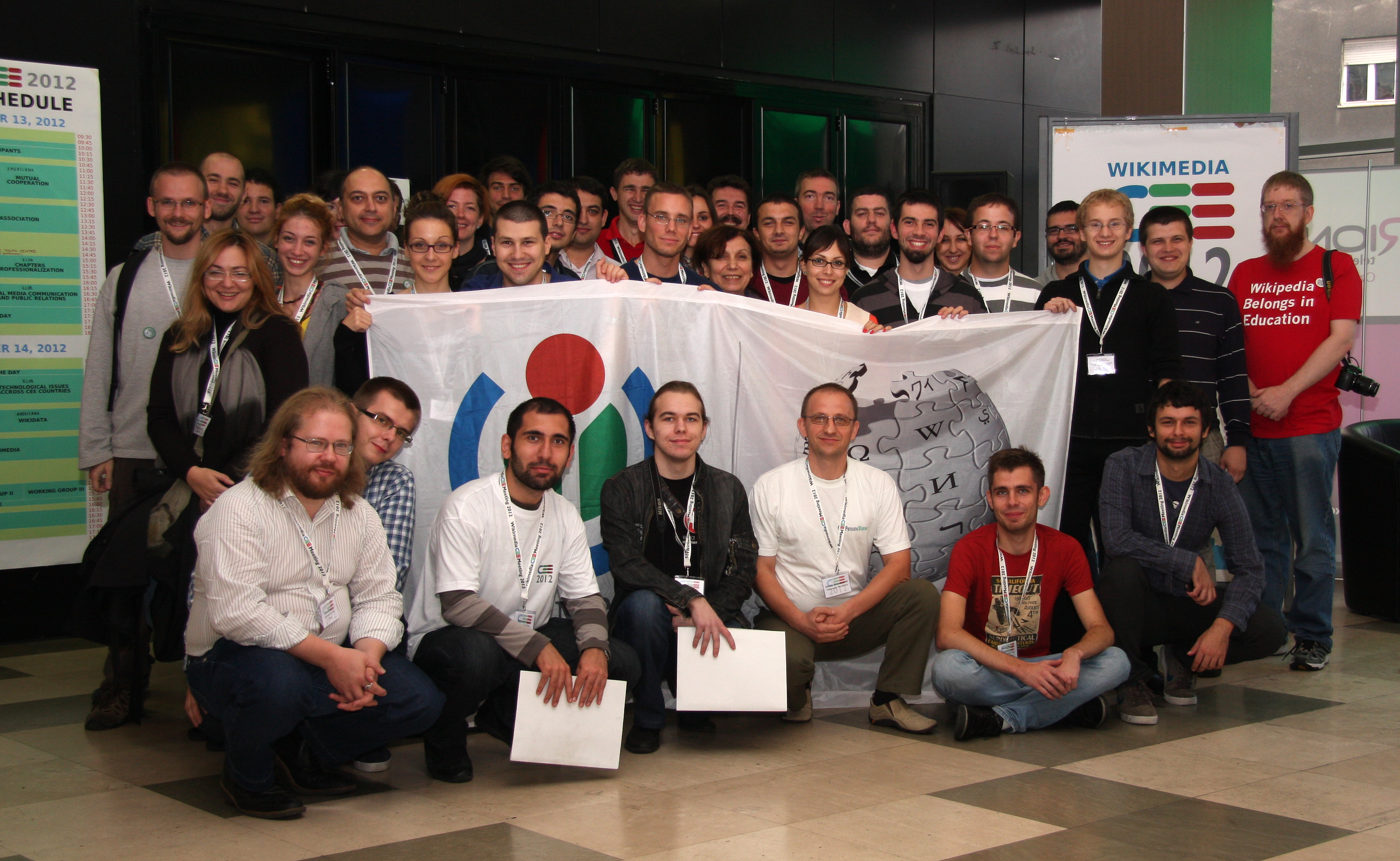

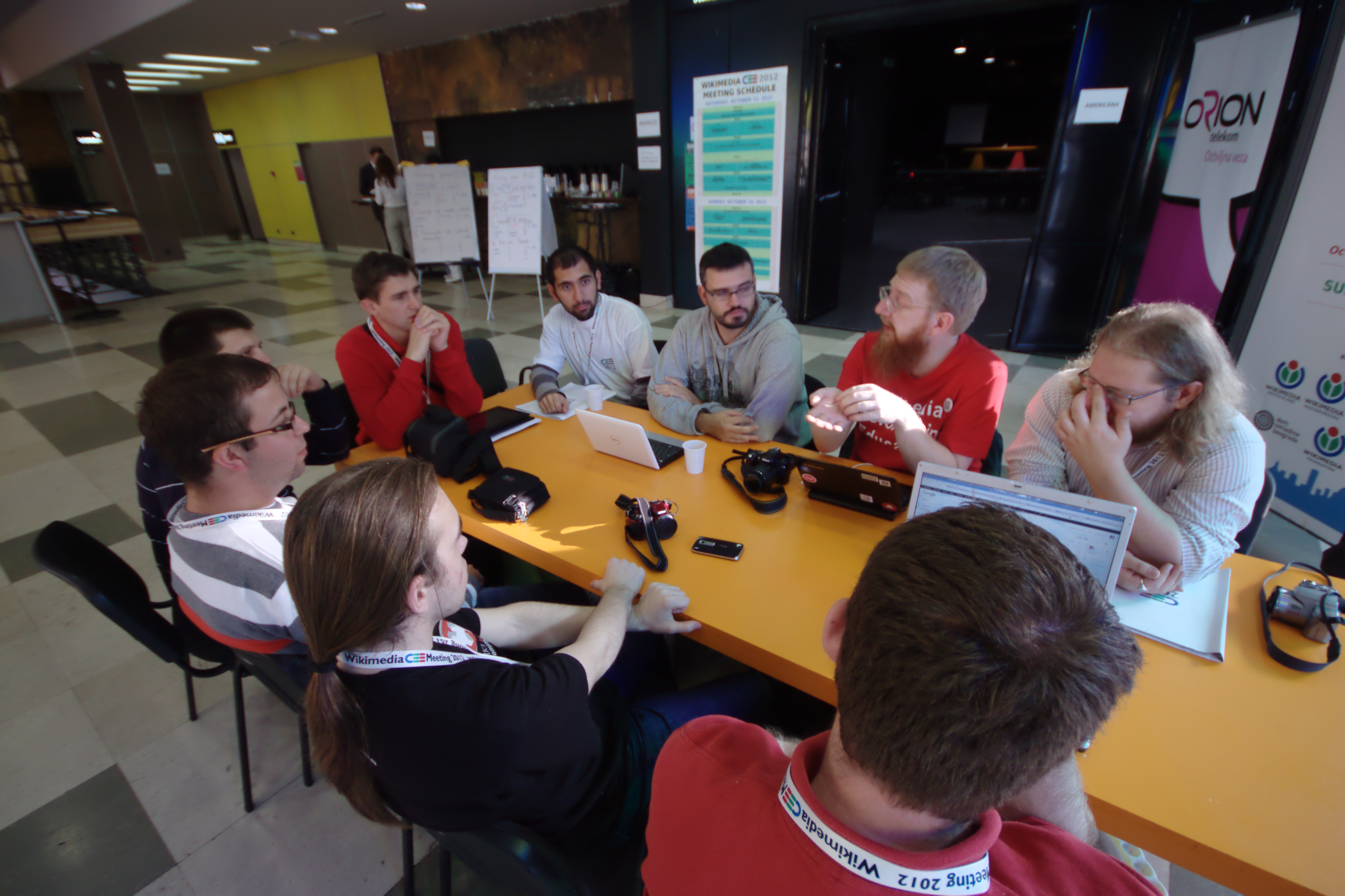
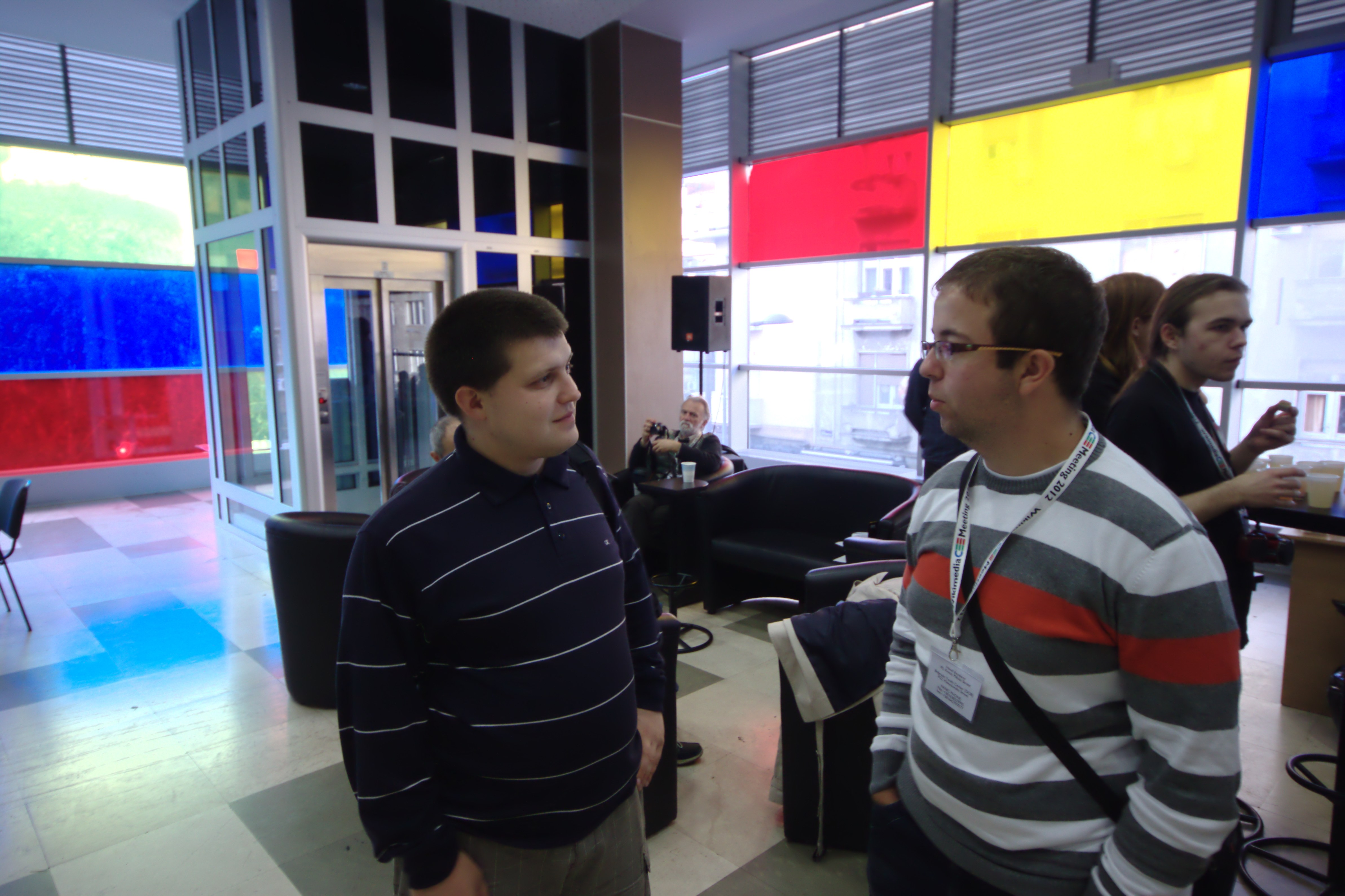
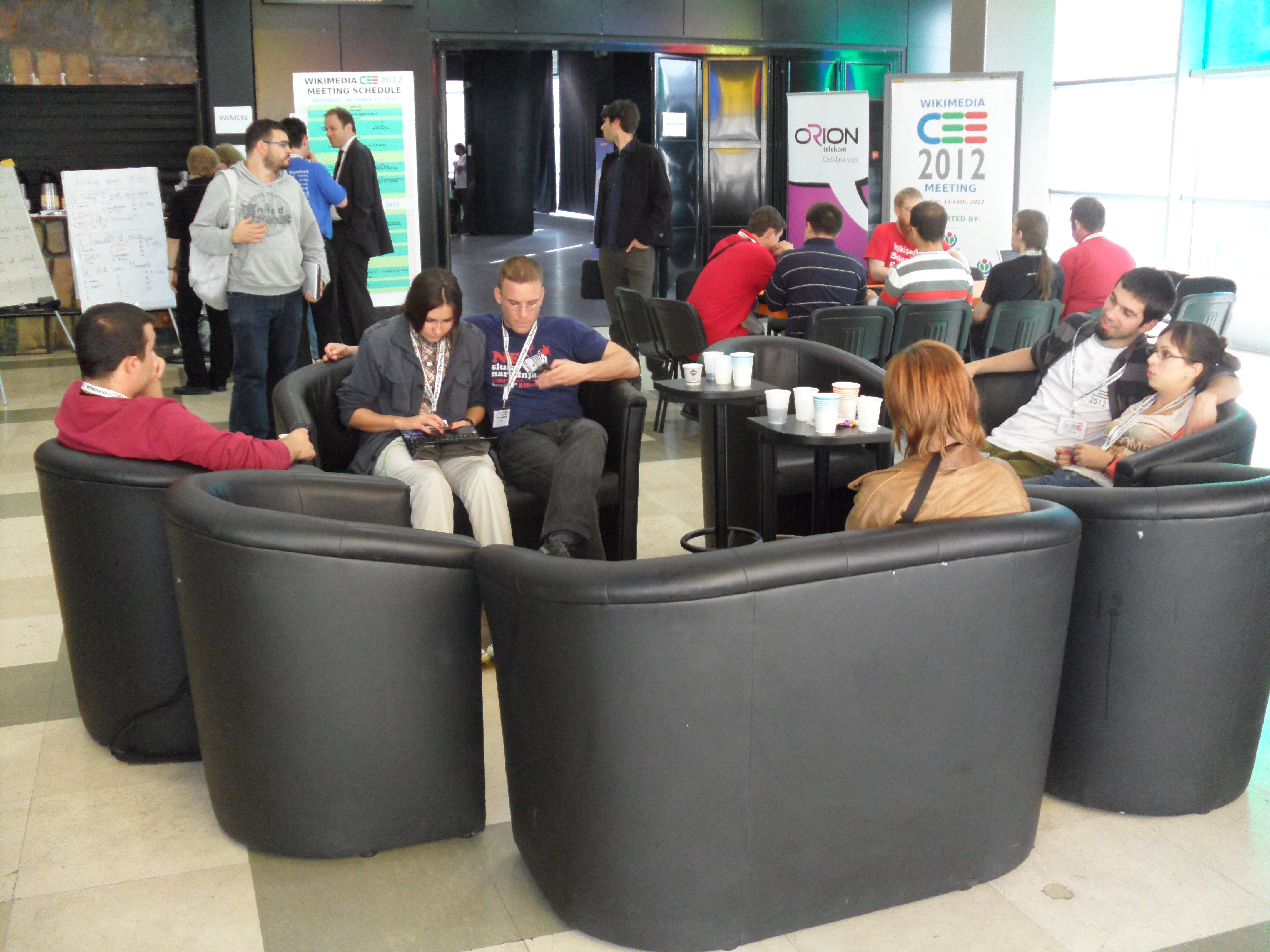
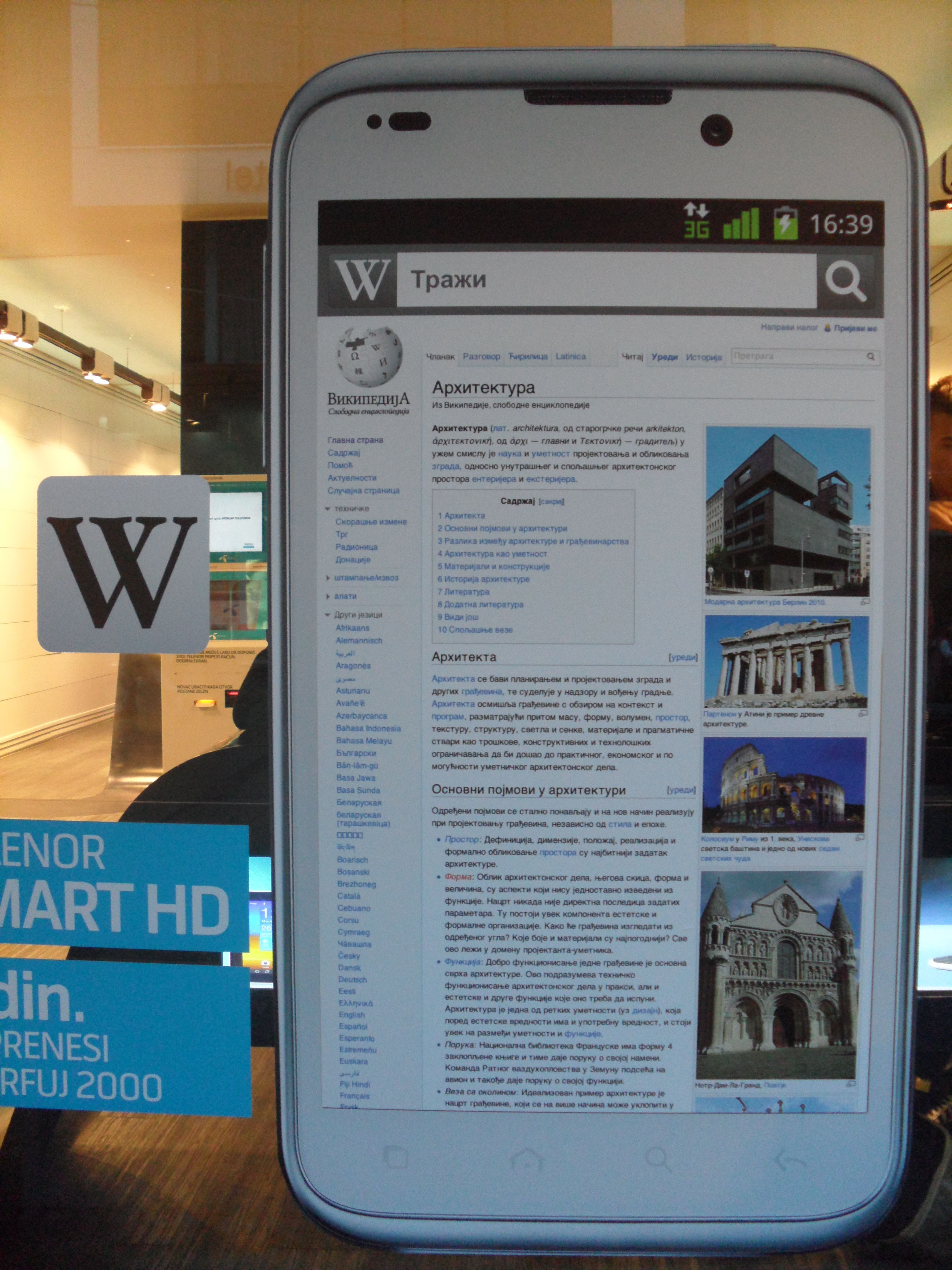
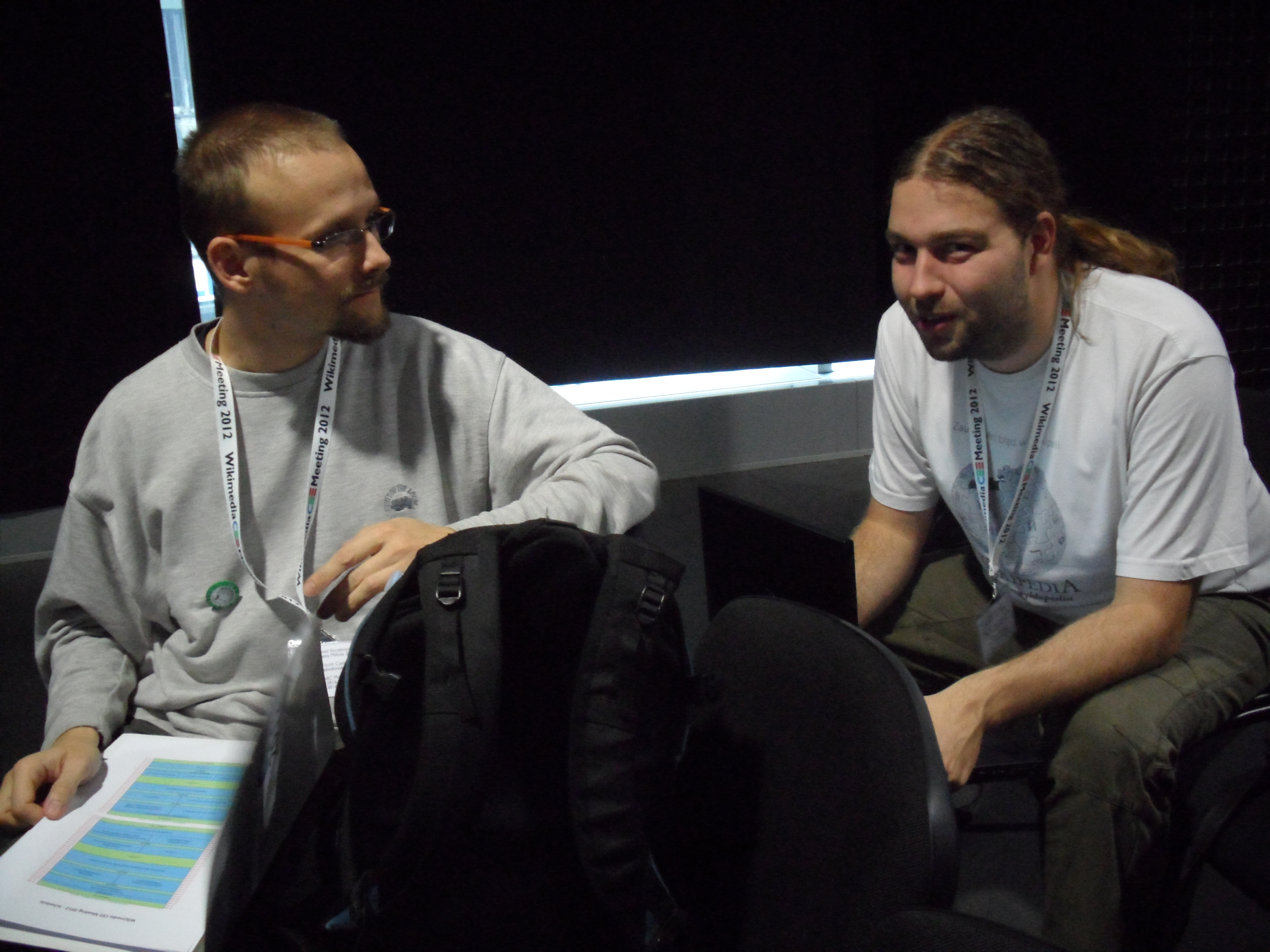
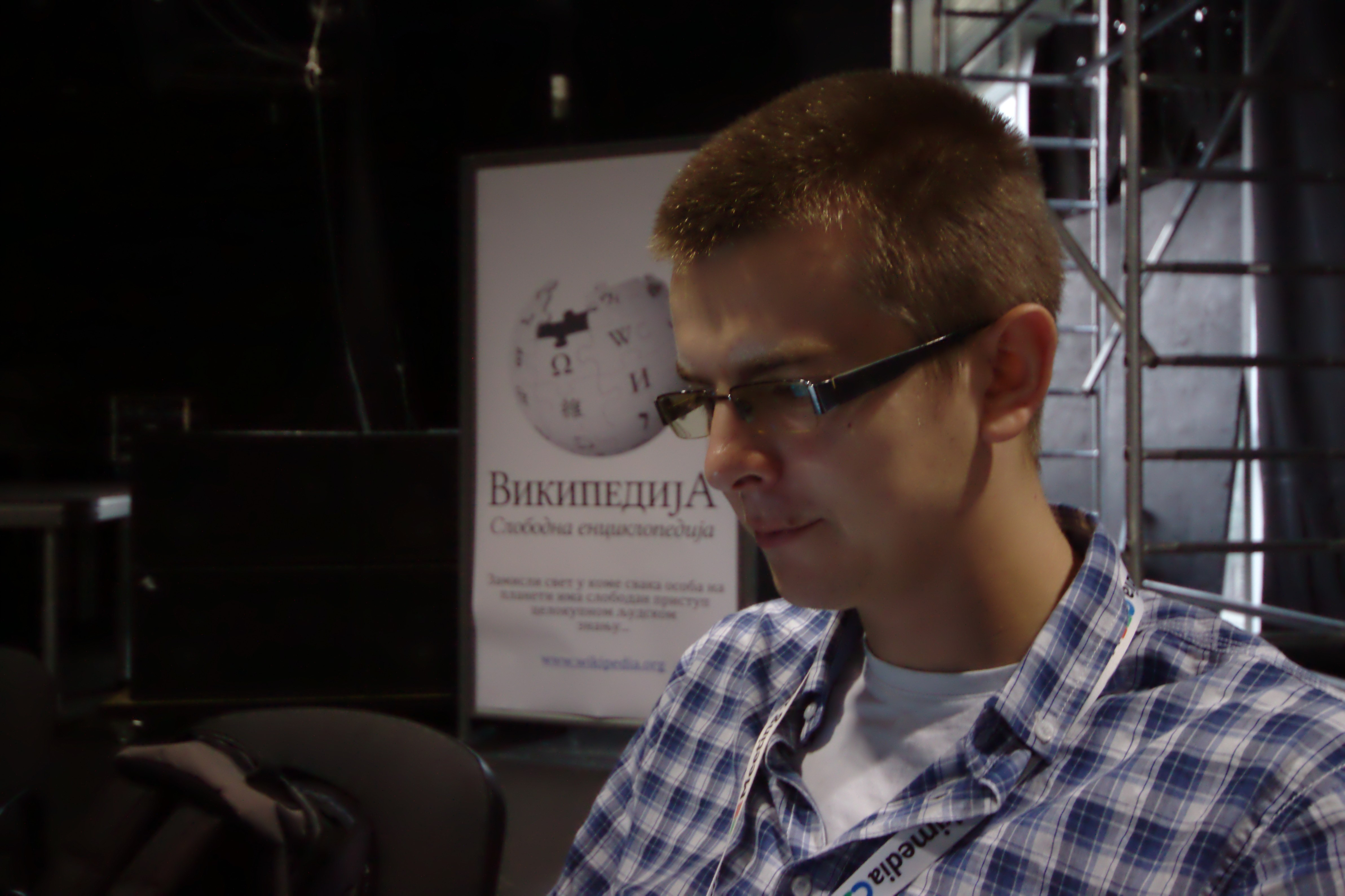
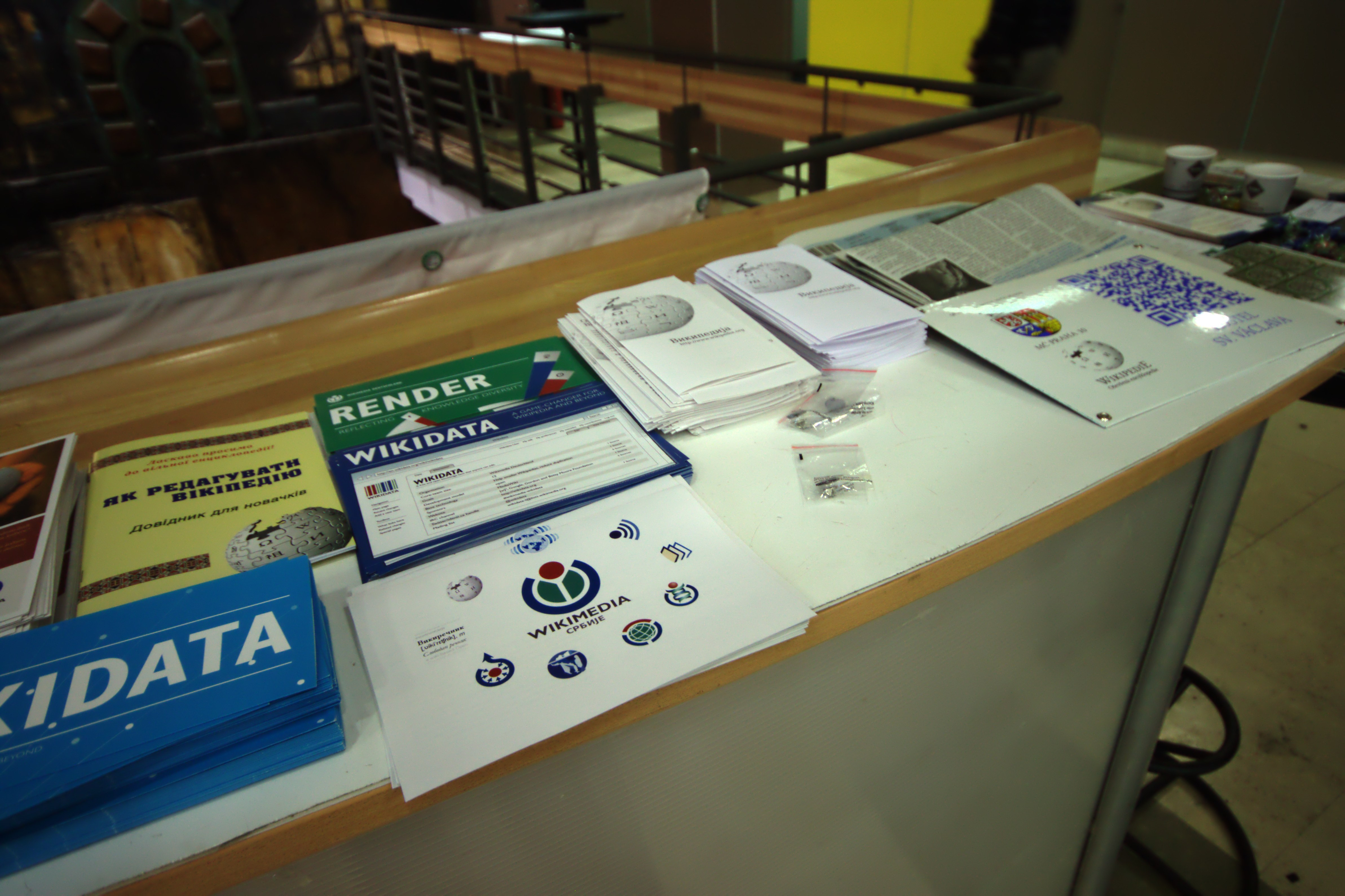
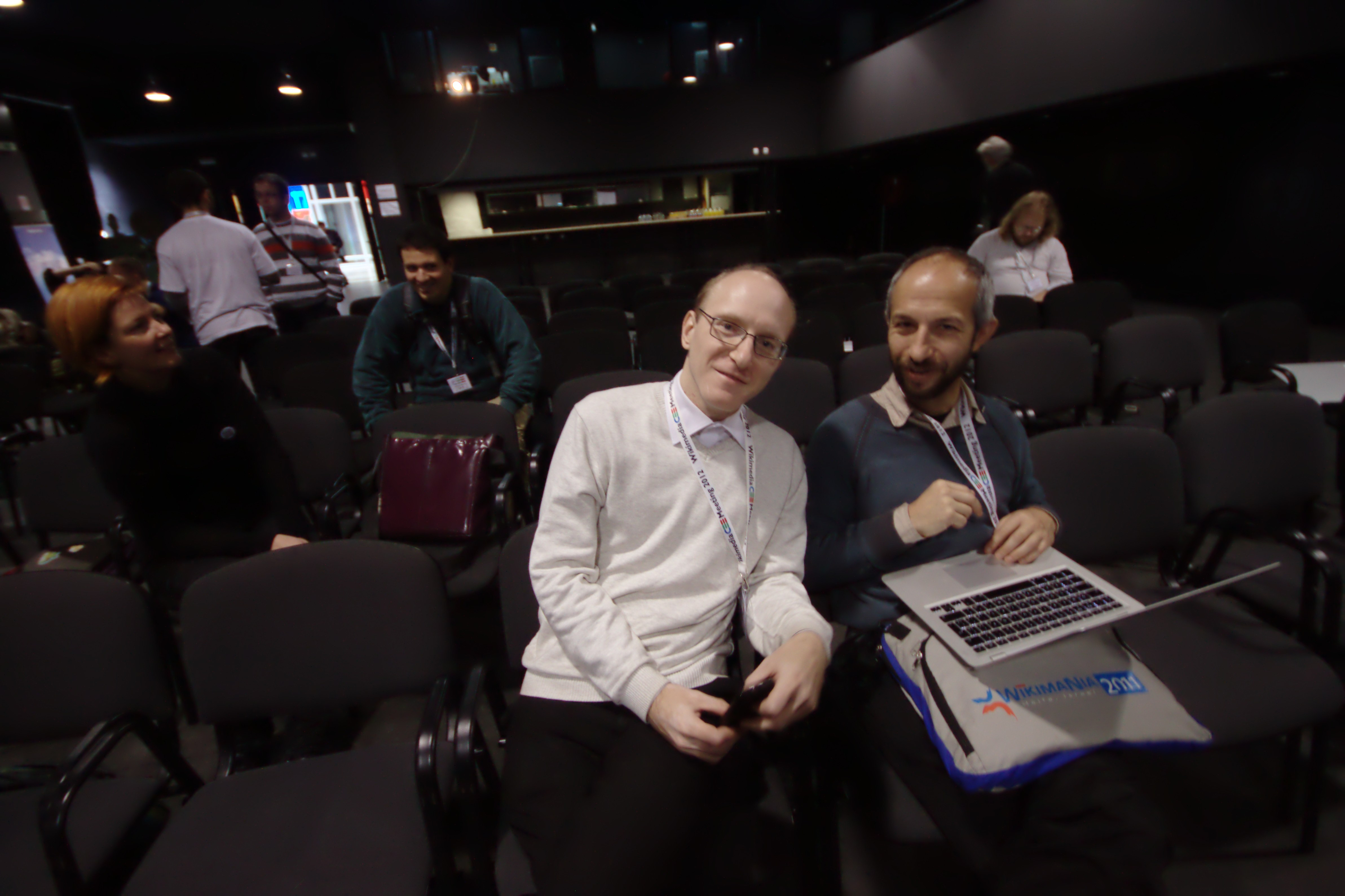
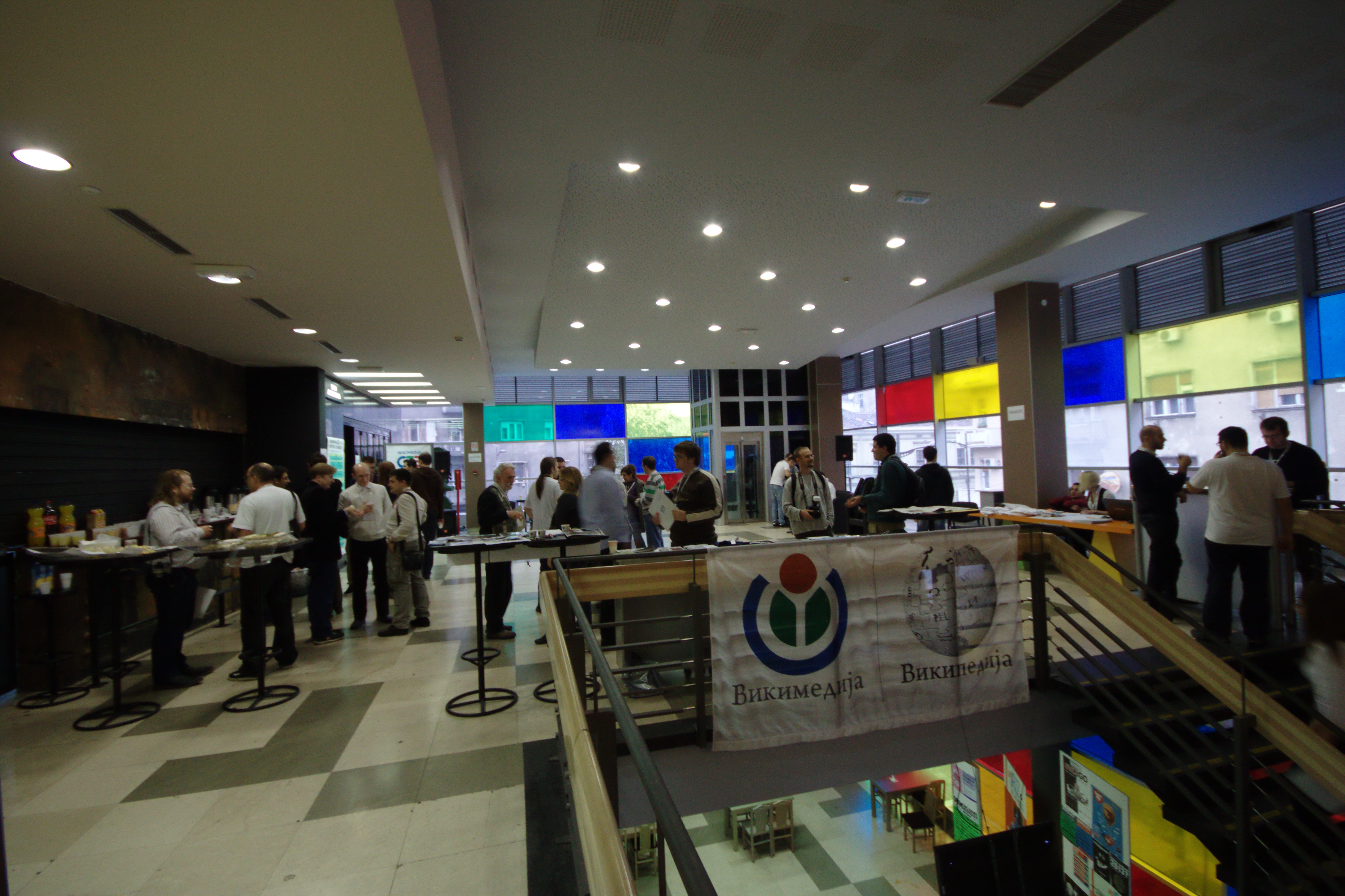
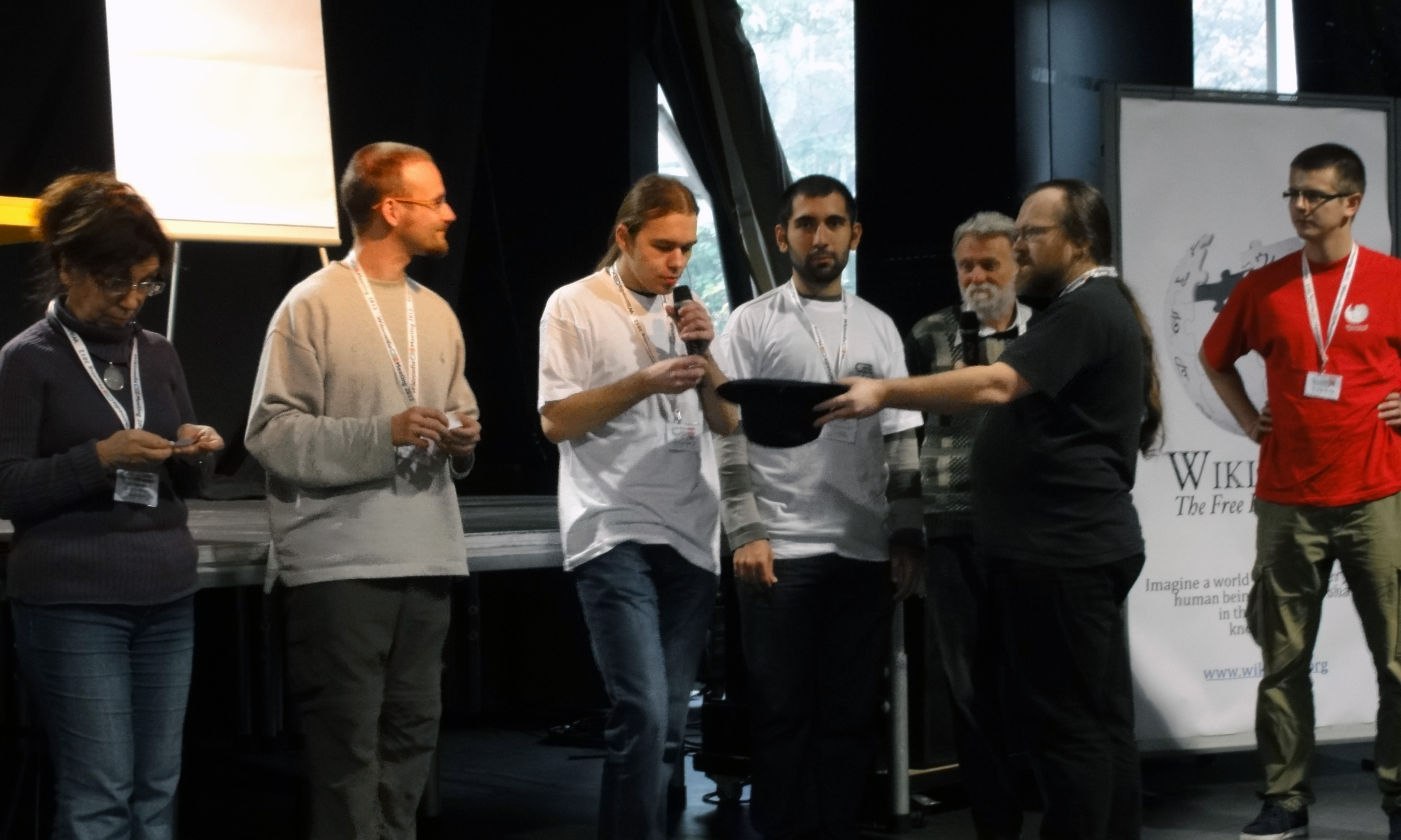
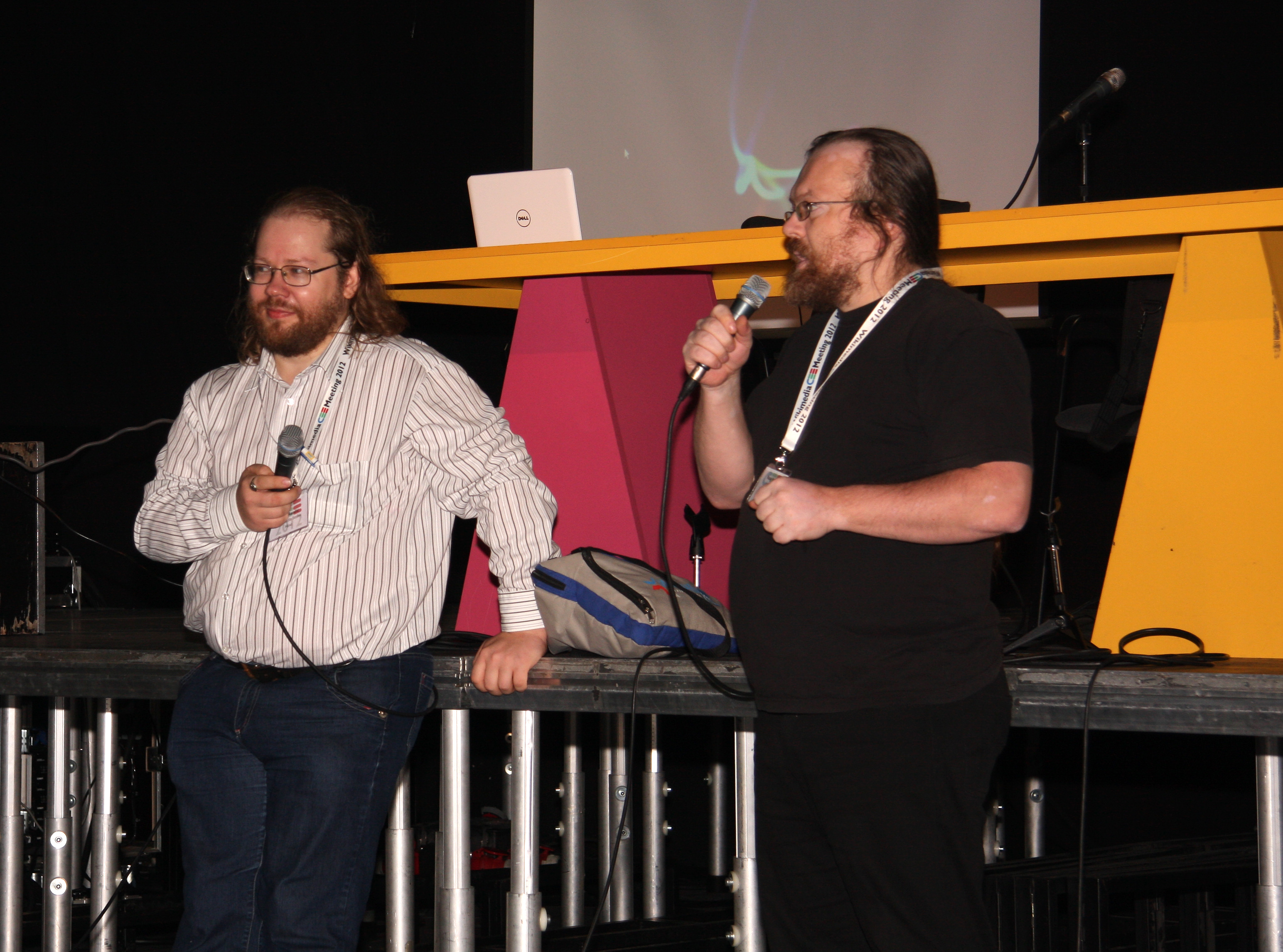
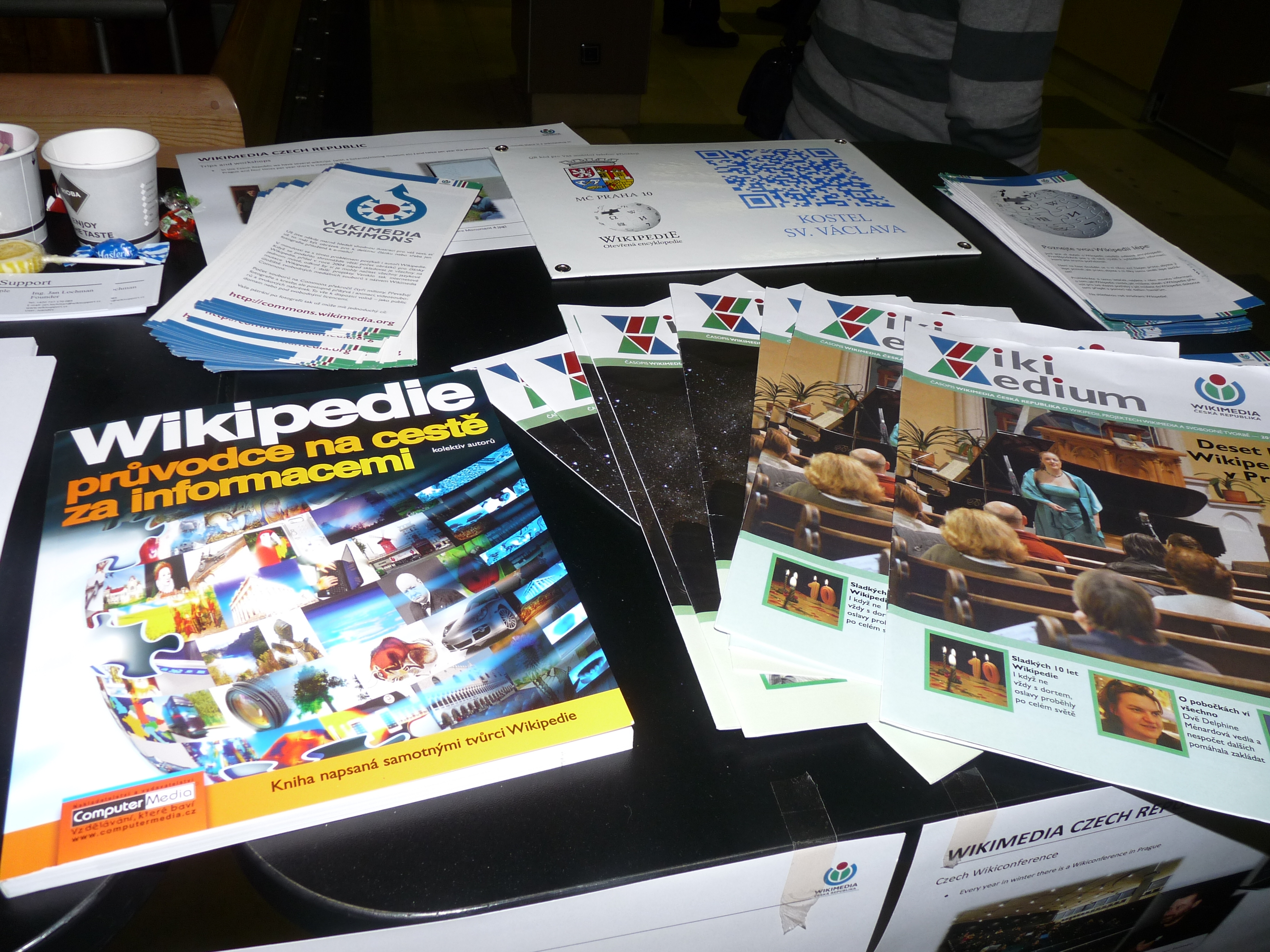

### Друга конференція

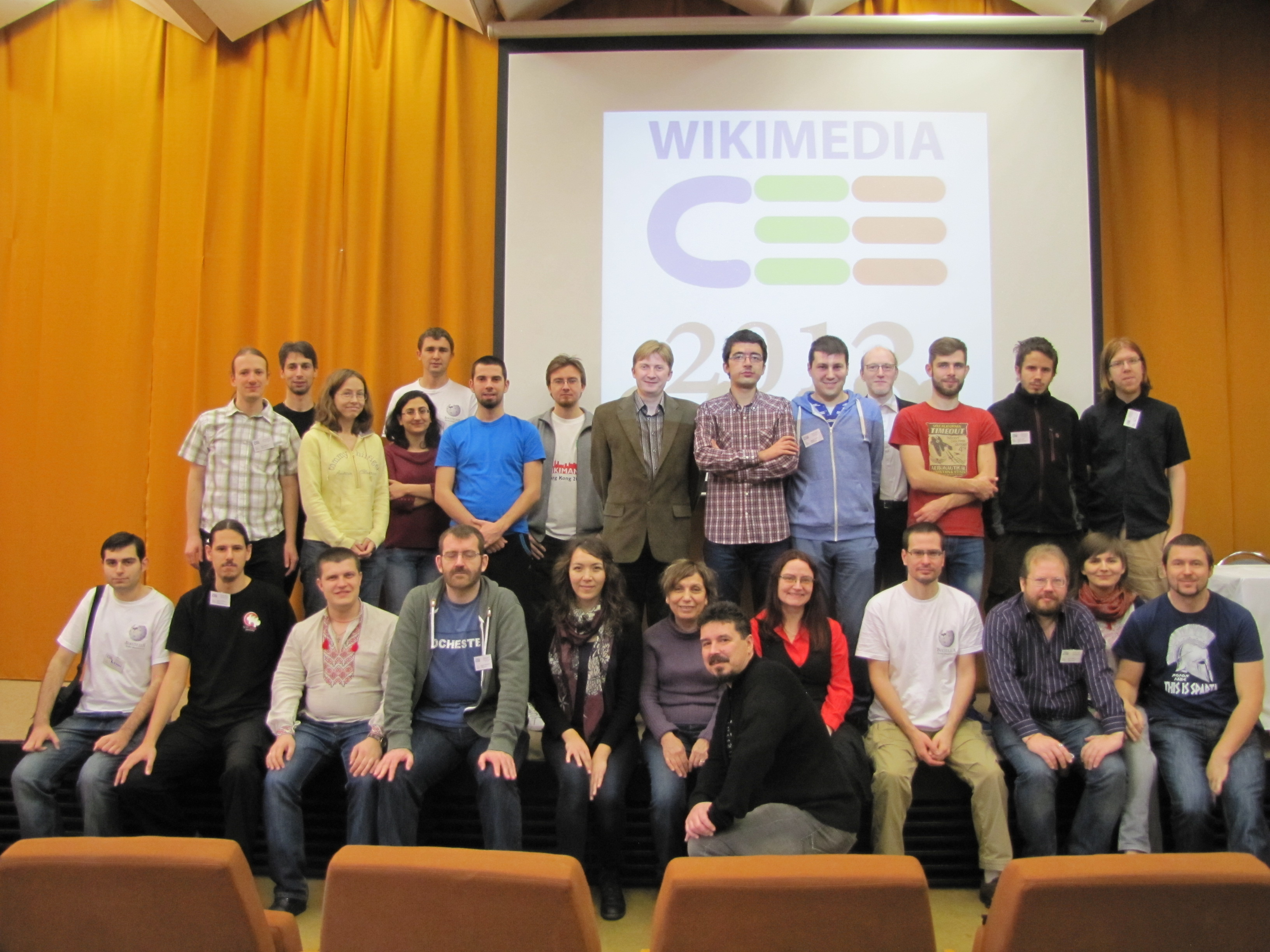

Друга — відбулася 14-17 листопада 2013 в словацькому містечку Модра. Участь взяли представники 14 країн.

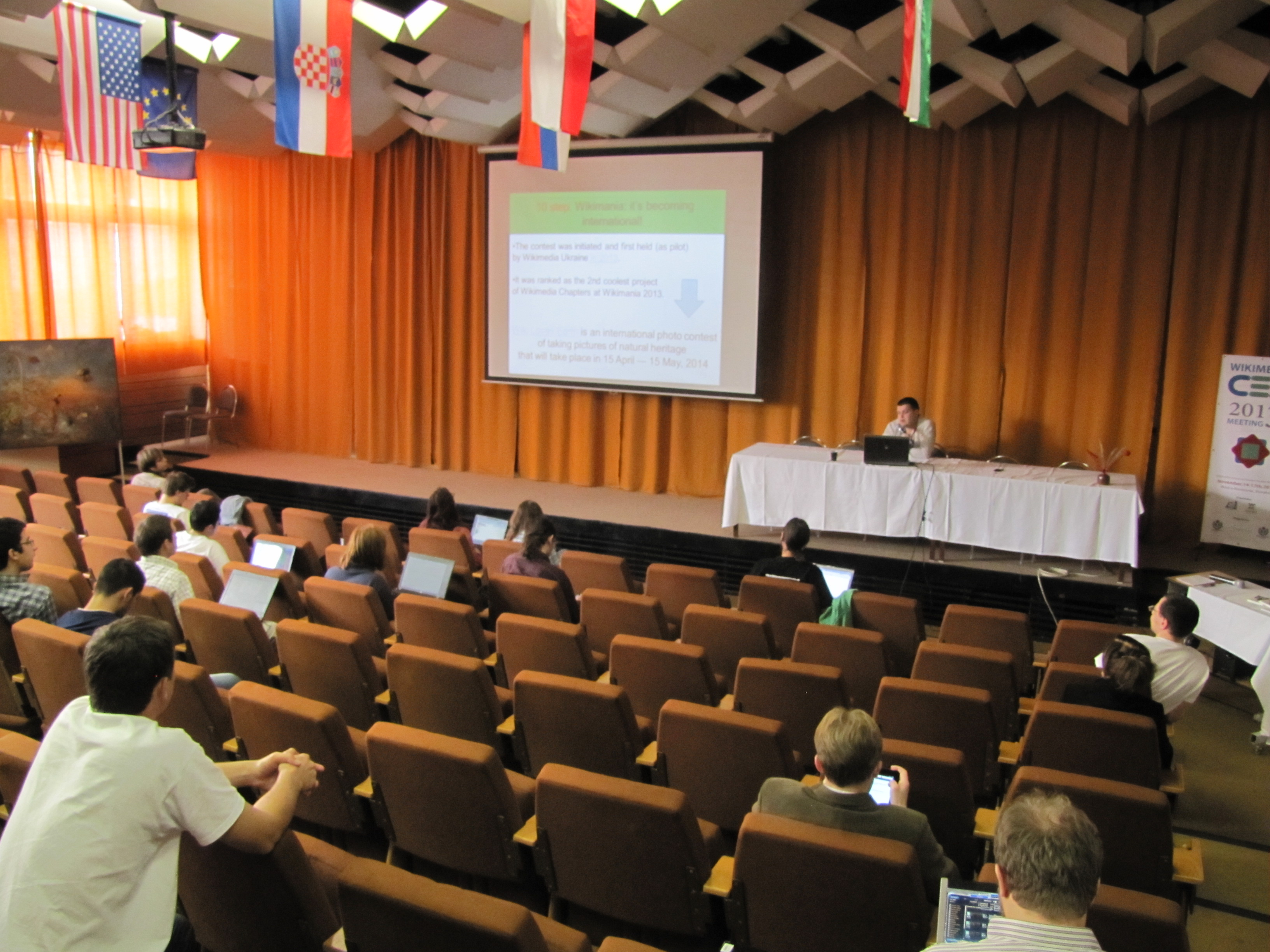
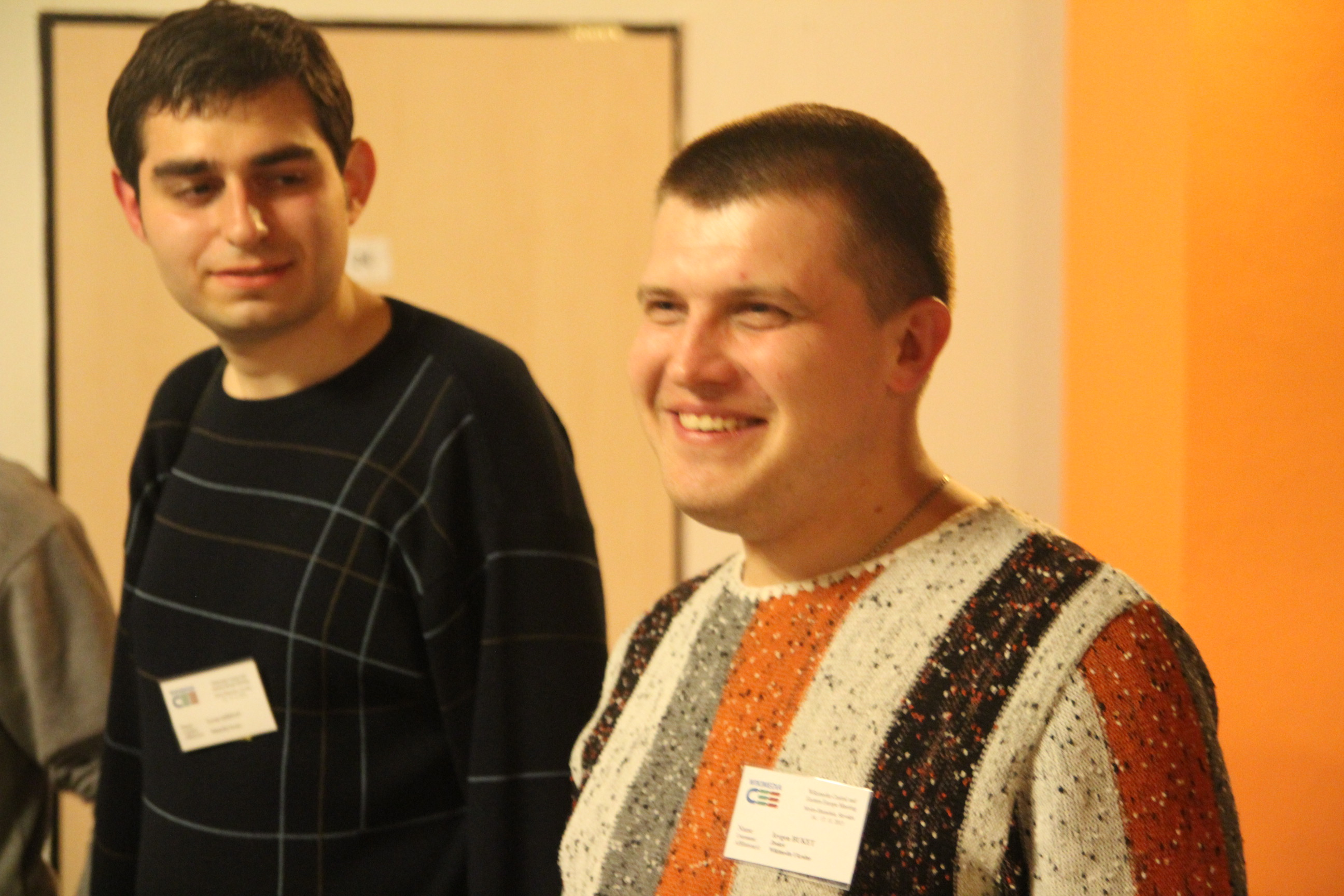
учасники з України
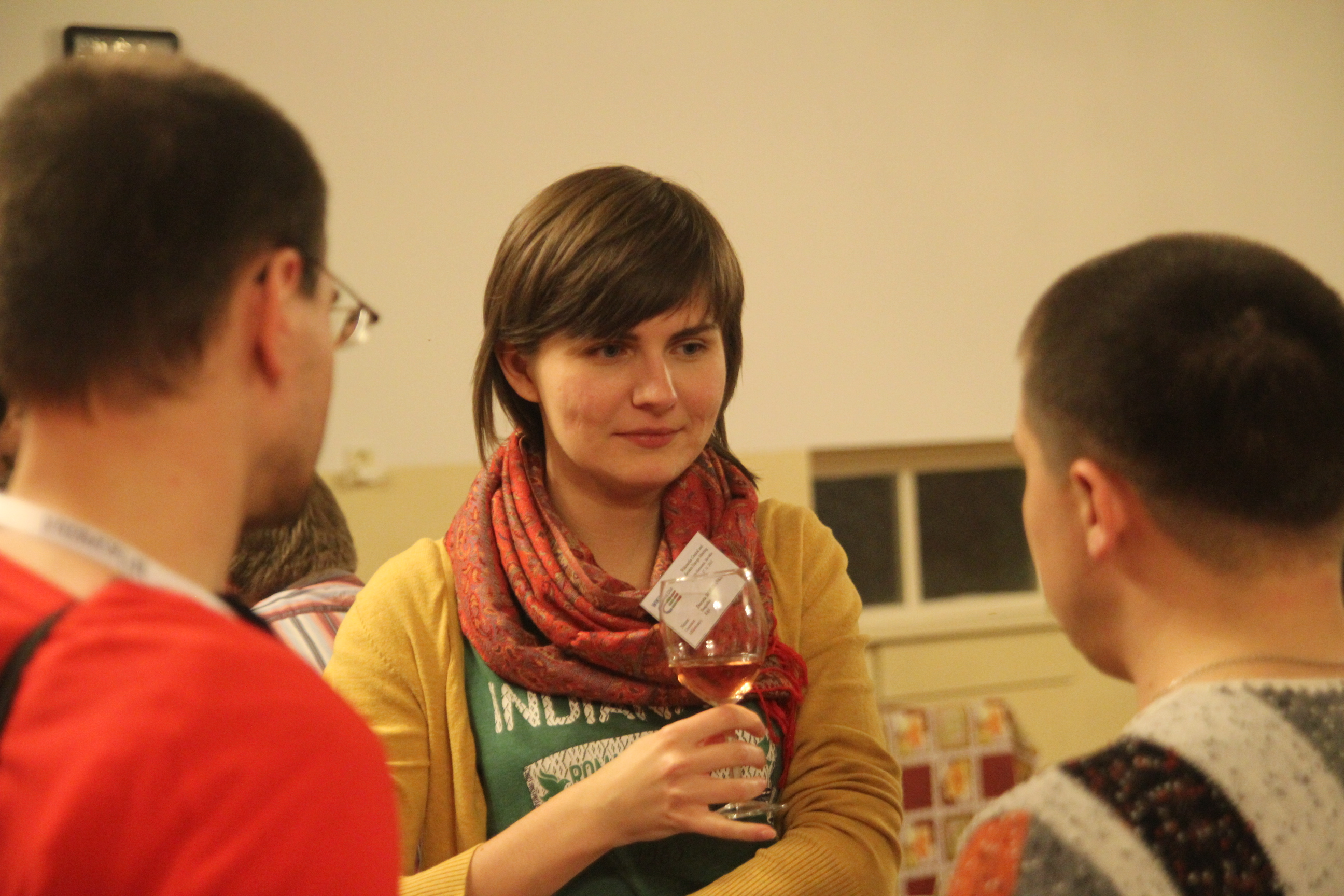
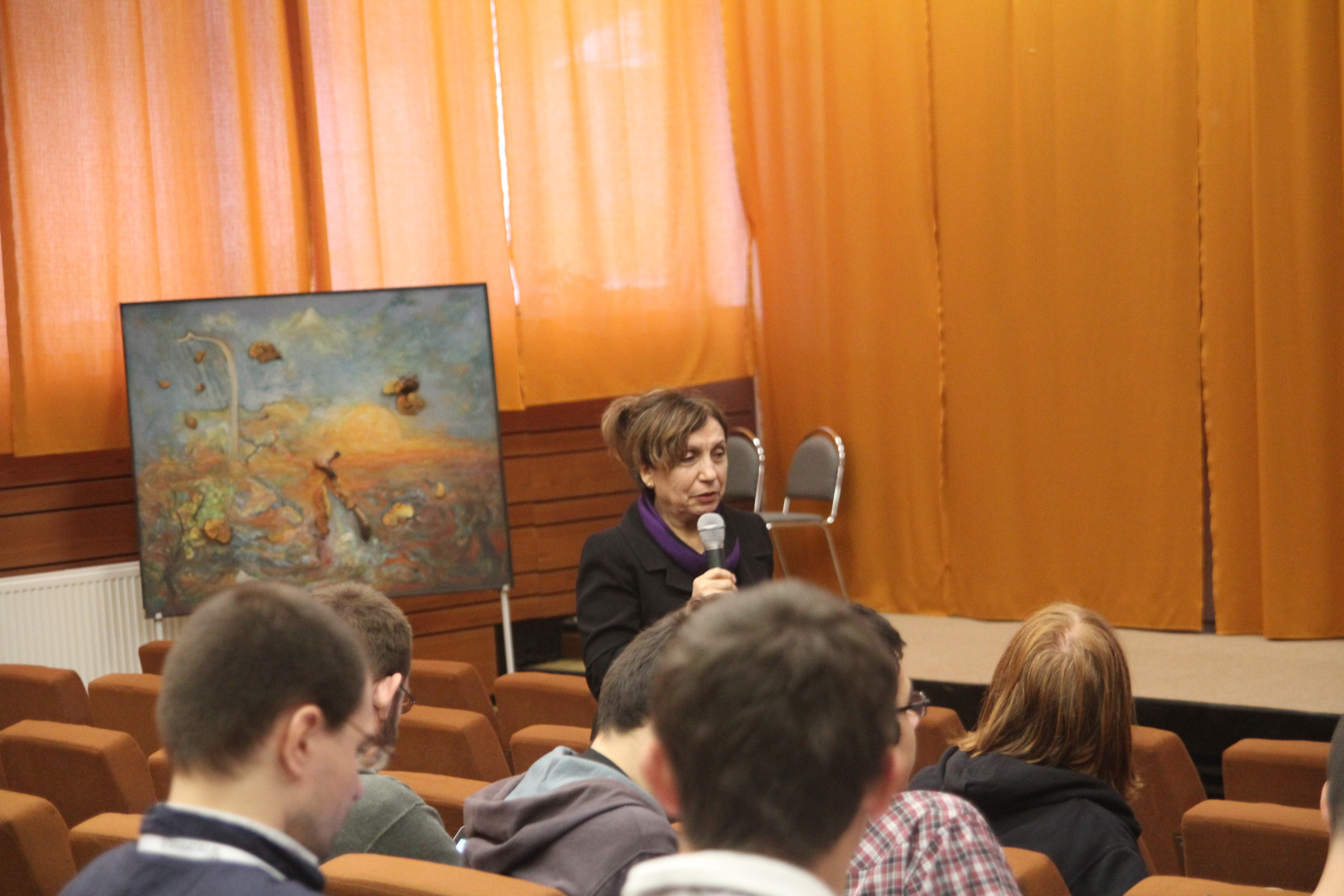
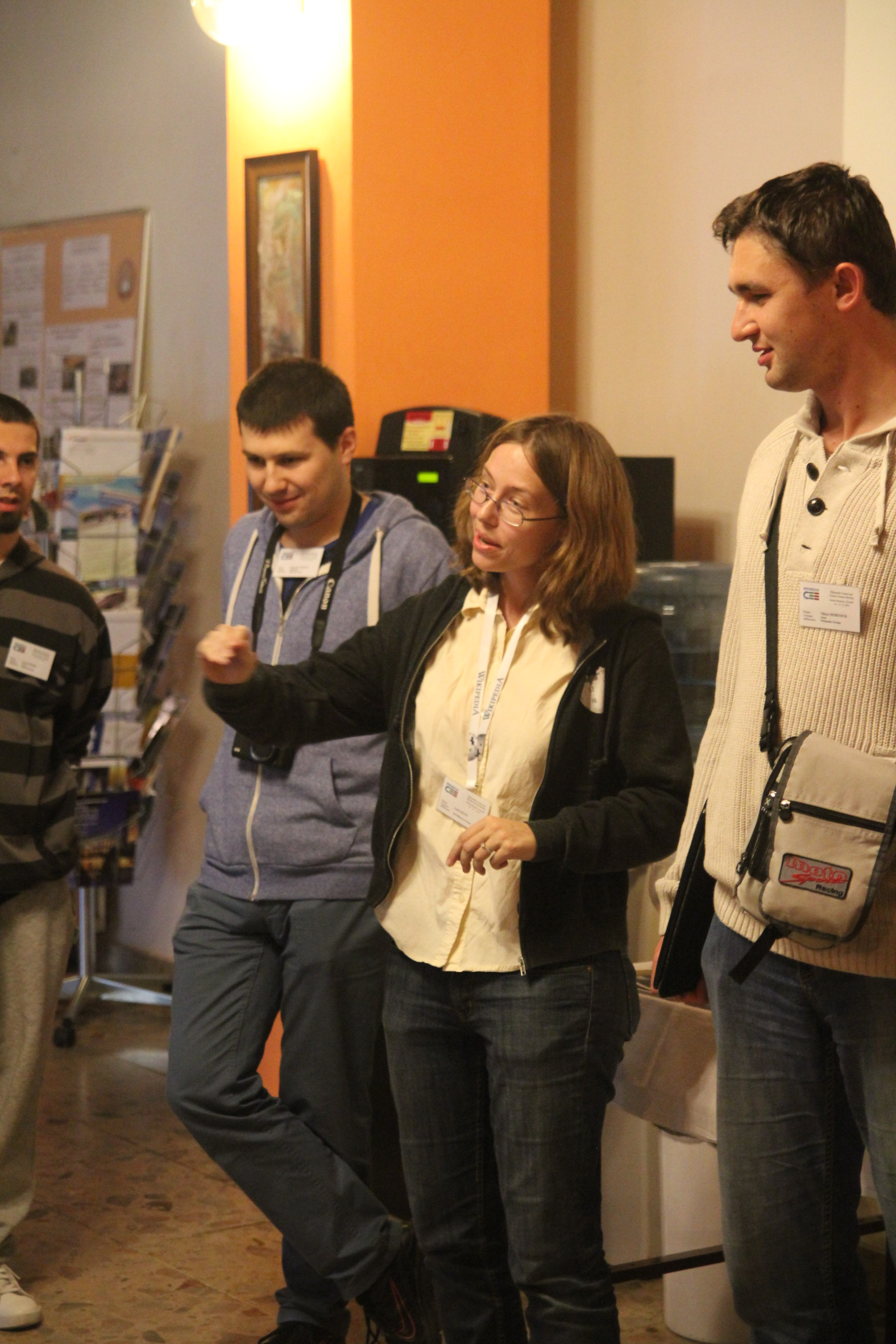
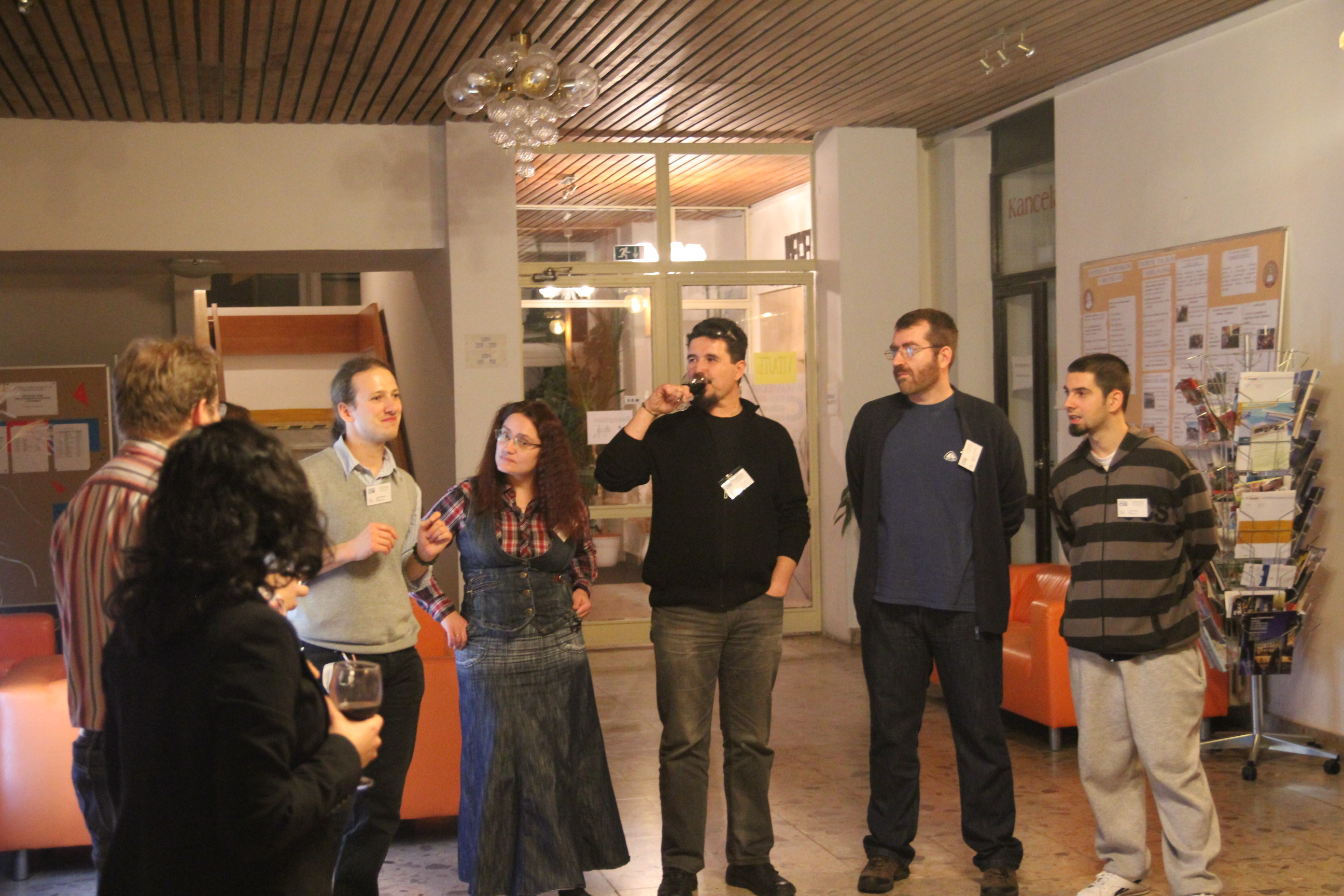
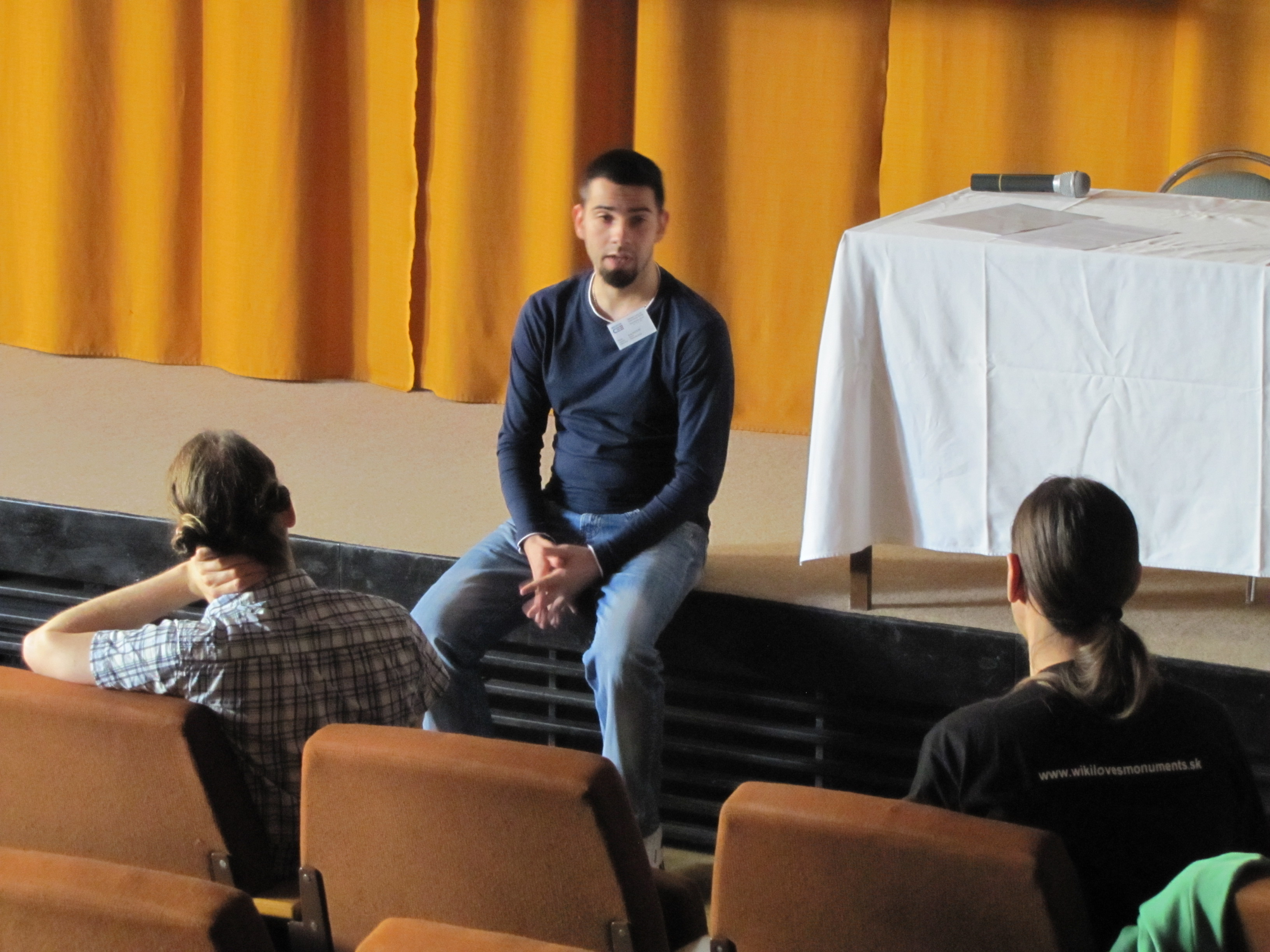

### Третя конференція

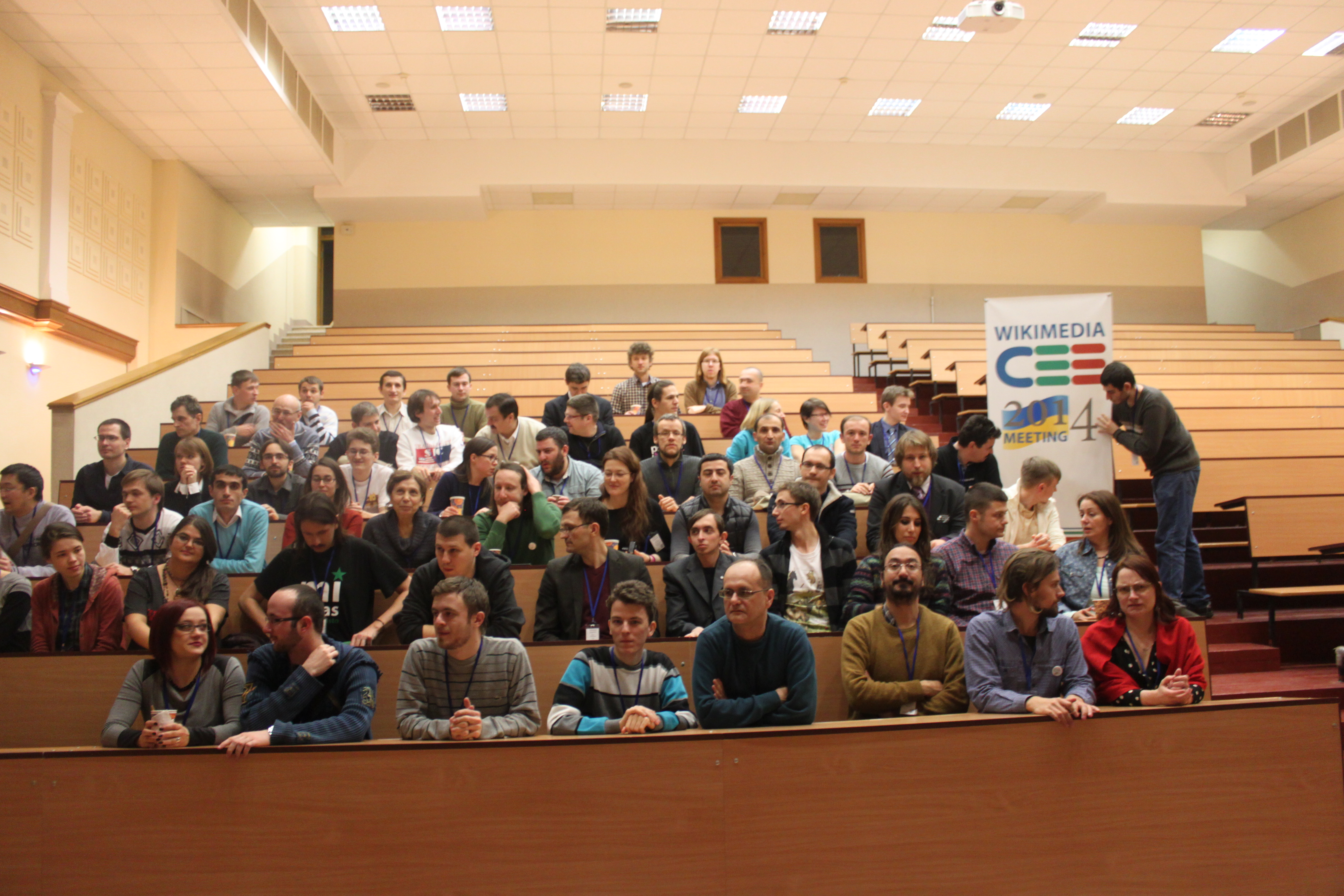
групове фото (другий день)

19-21 грудня 2014 року в Київському лінгвістичному університеті пройшла третя міжнародна конференція Wikimedia CEE Meeting, що зібрала вікіпедистів та вікімедійців із 25 країн світу, у тому числі й українських. Загалом взяли участь близько 70 осіб, близько 40 з них — представники інших, переважно європейських, країн.

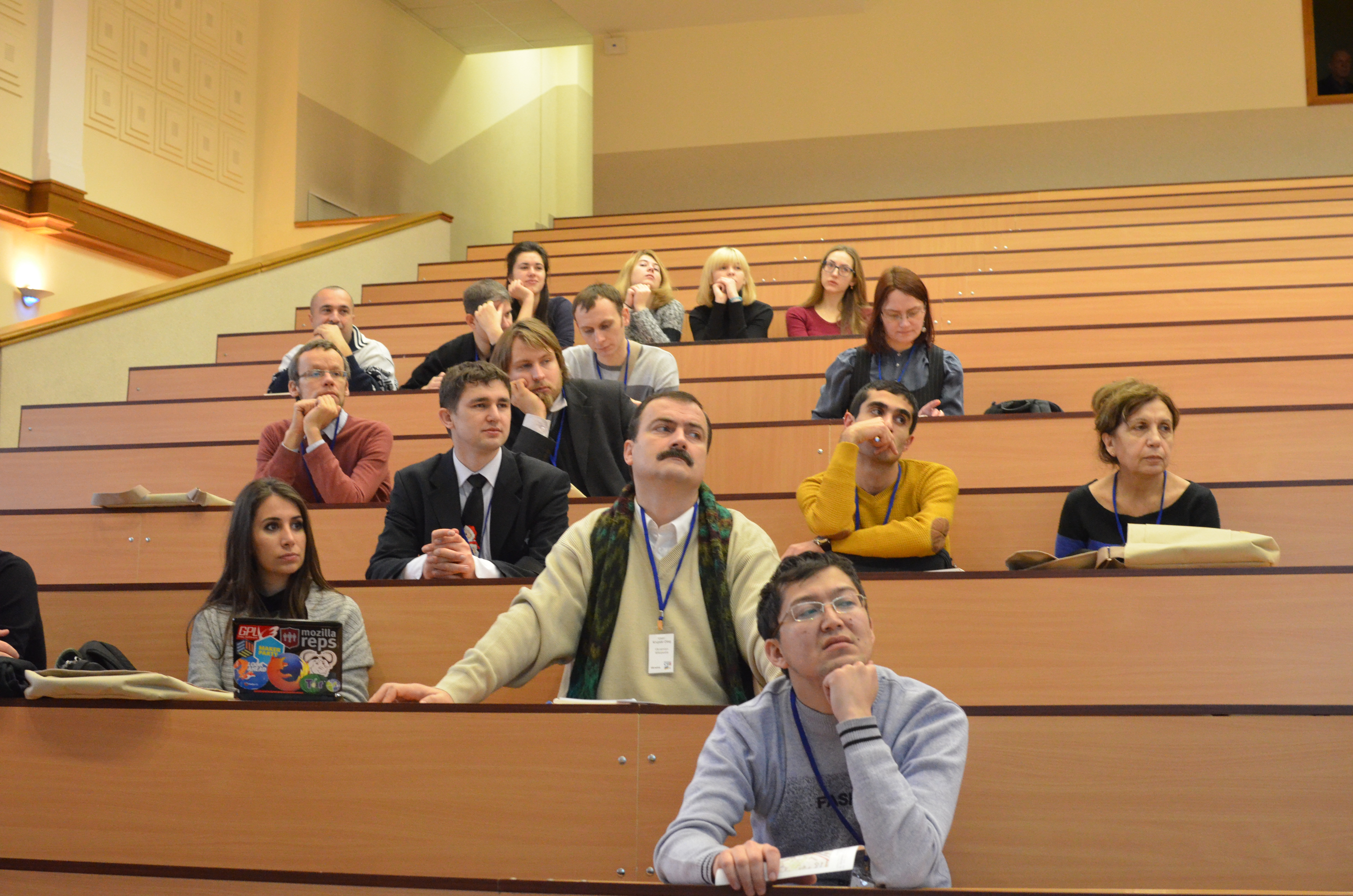
перший день
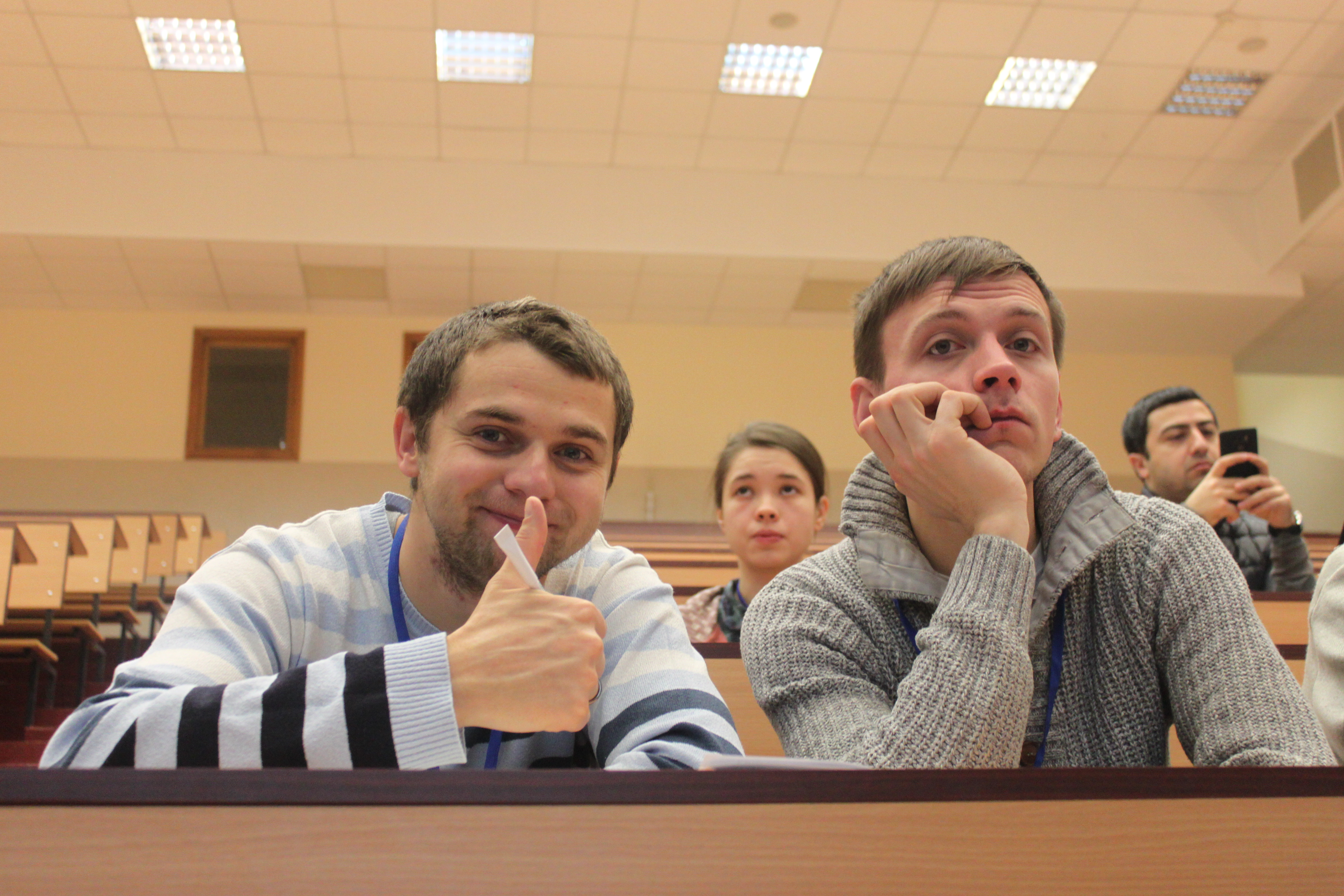
учасники з України
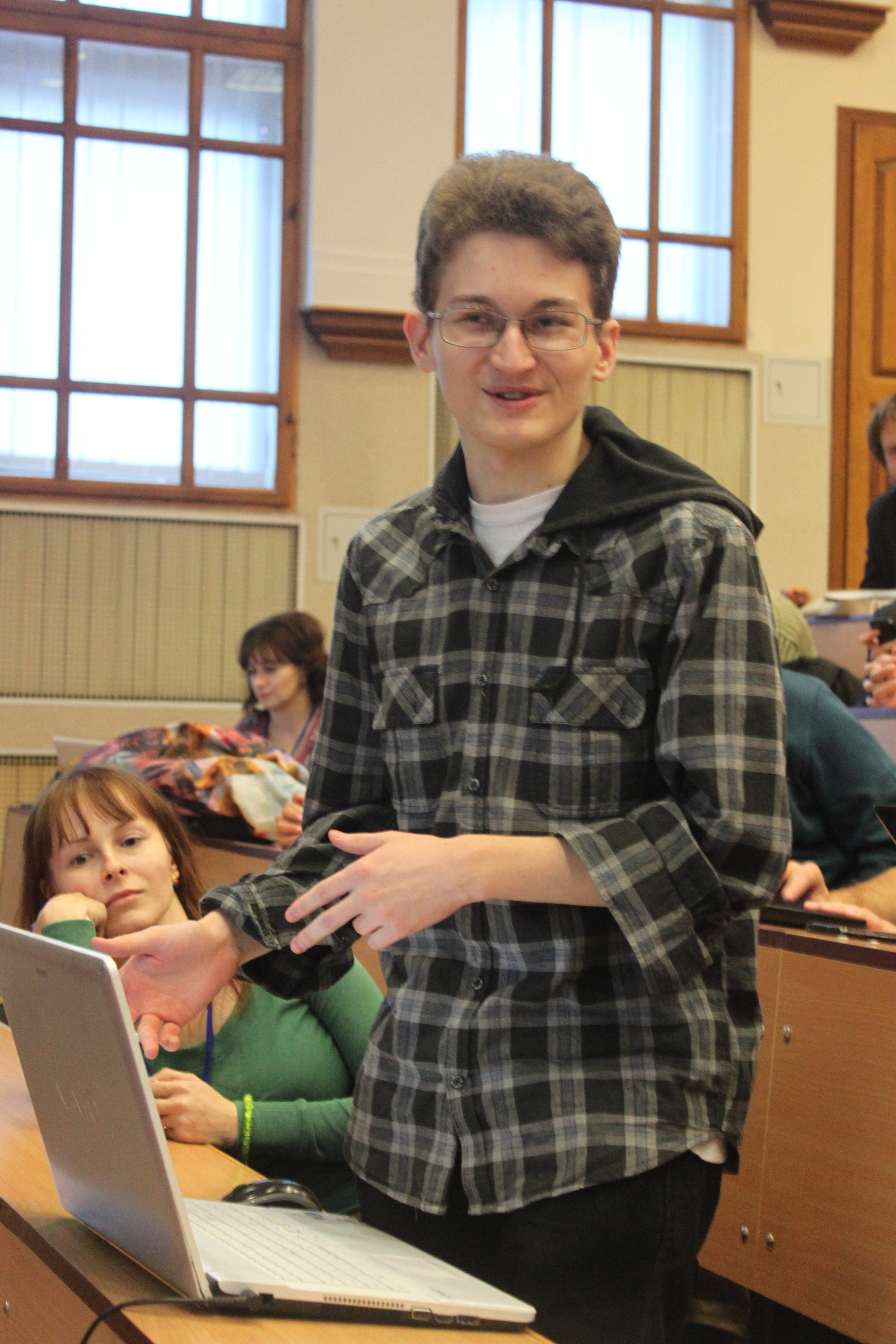
користувач:Base (Україна)
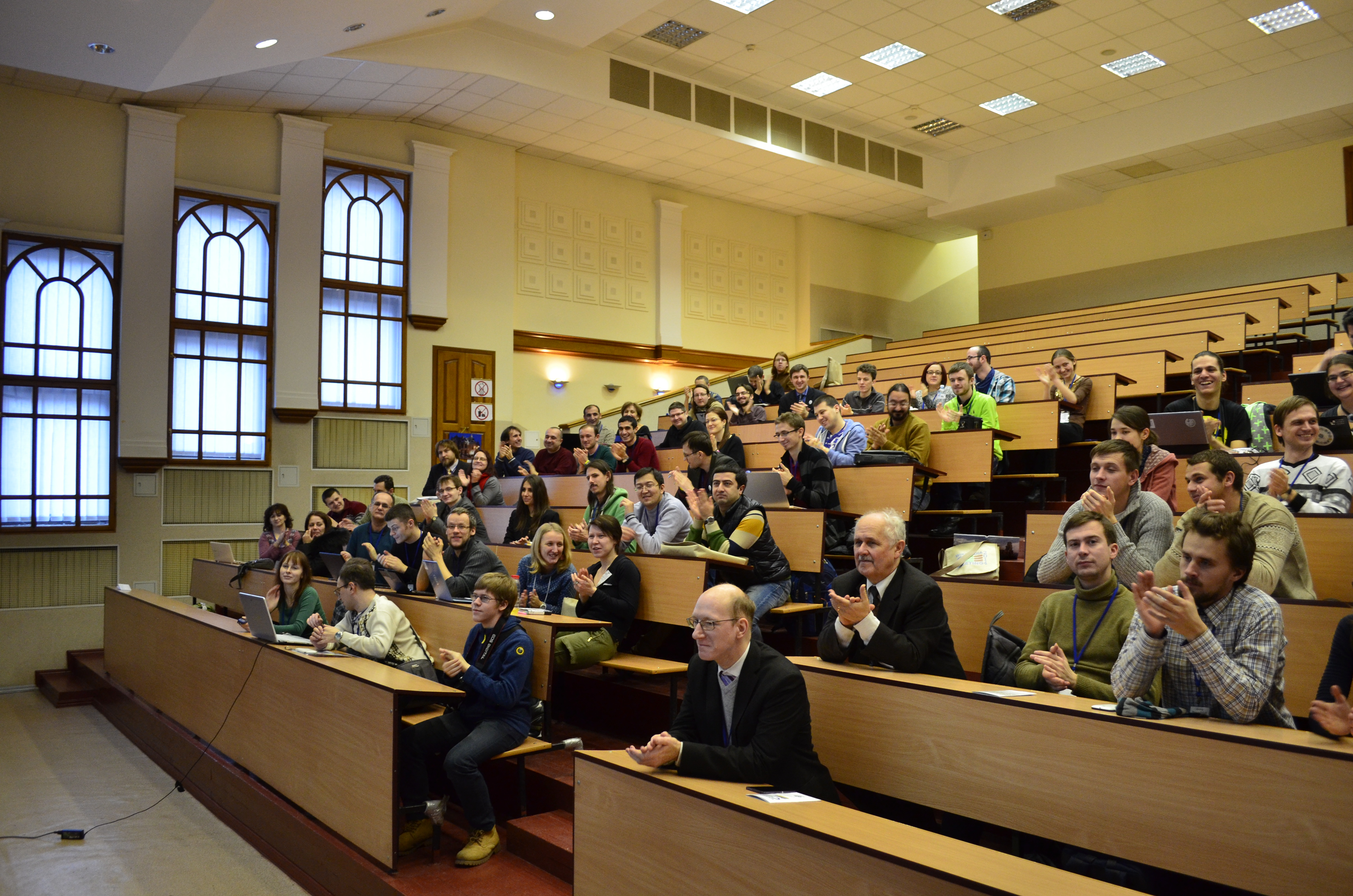
останній день зустрічі
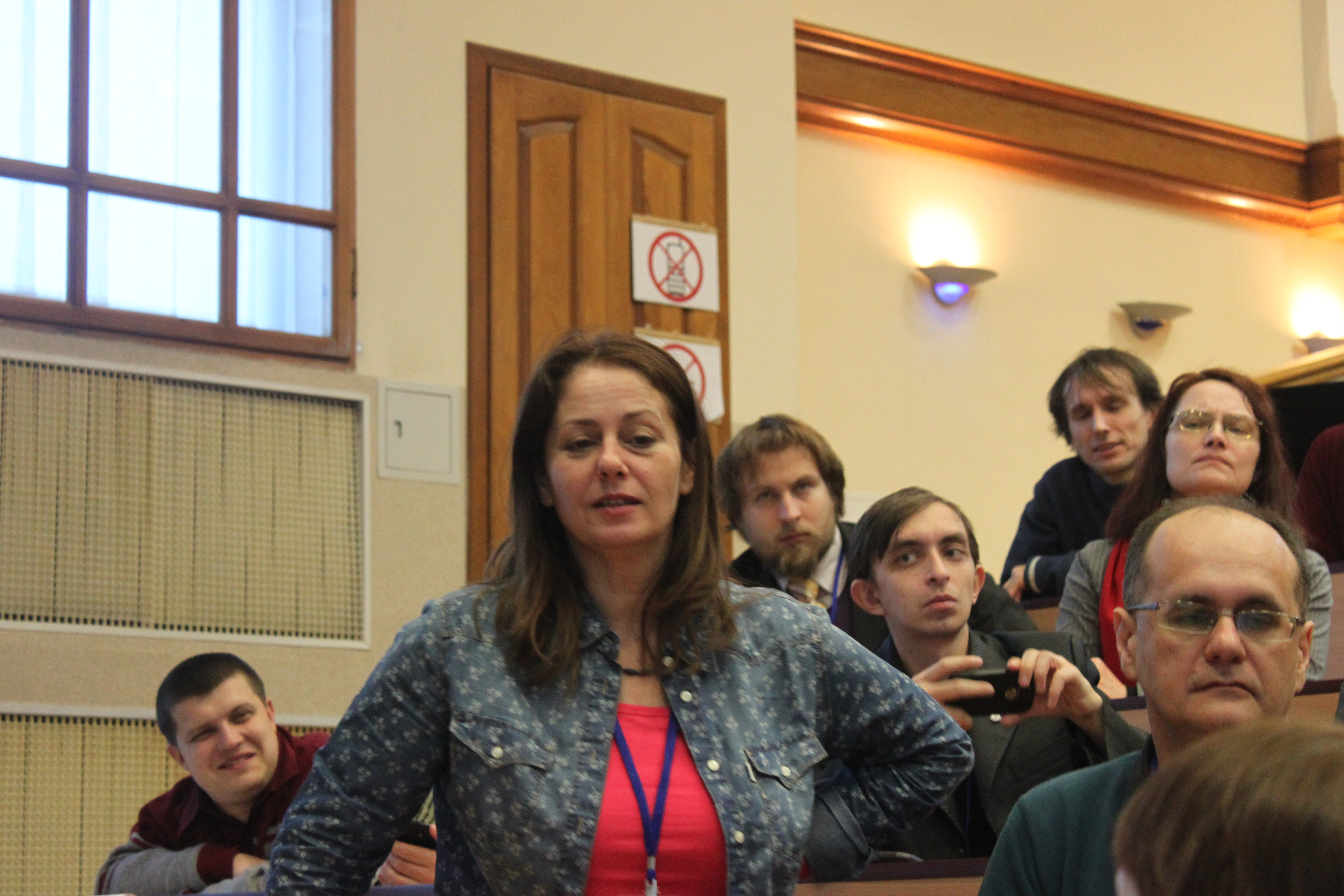
учасниця з Македонії
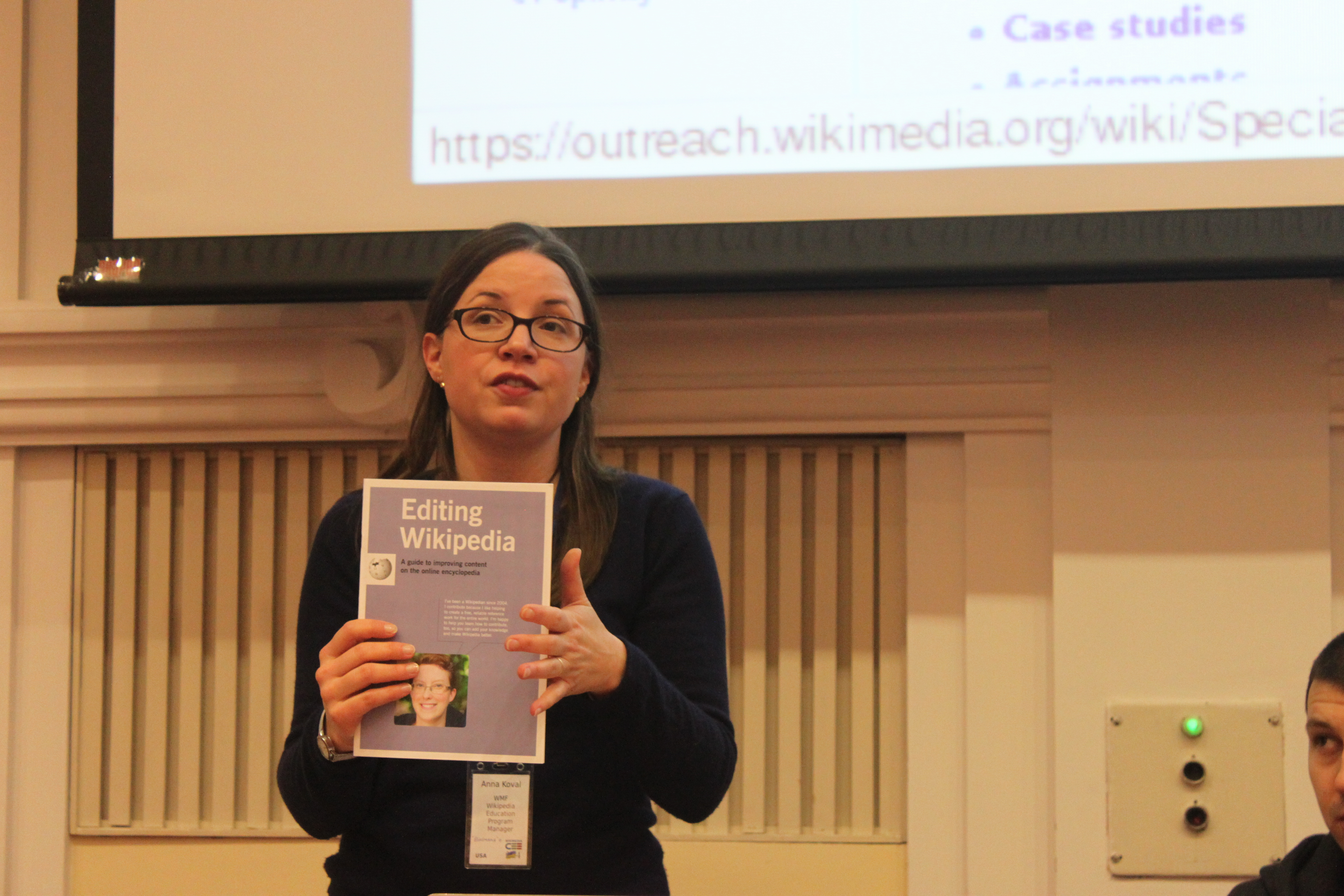
Anna Koval (USA)
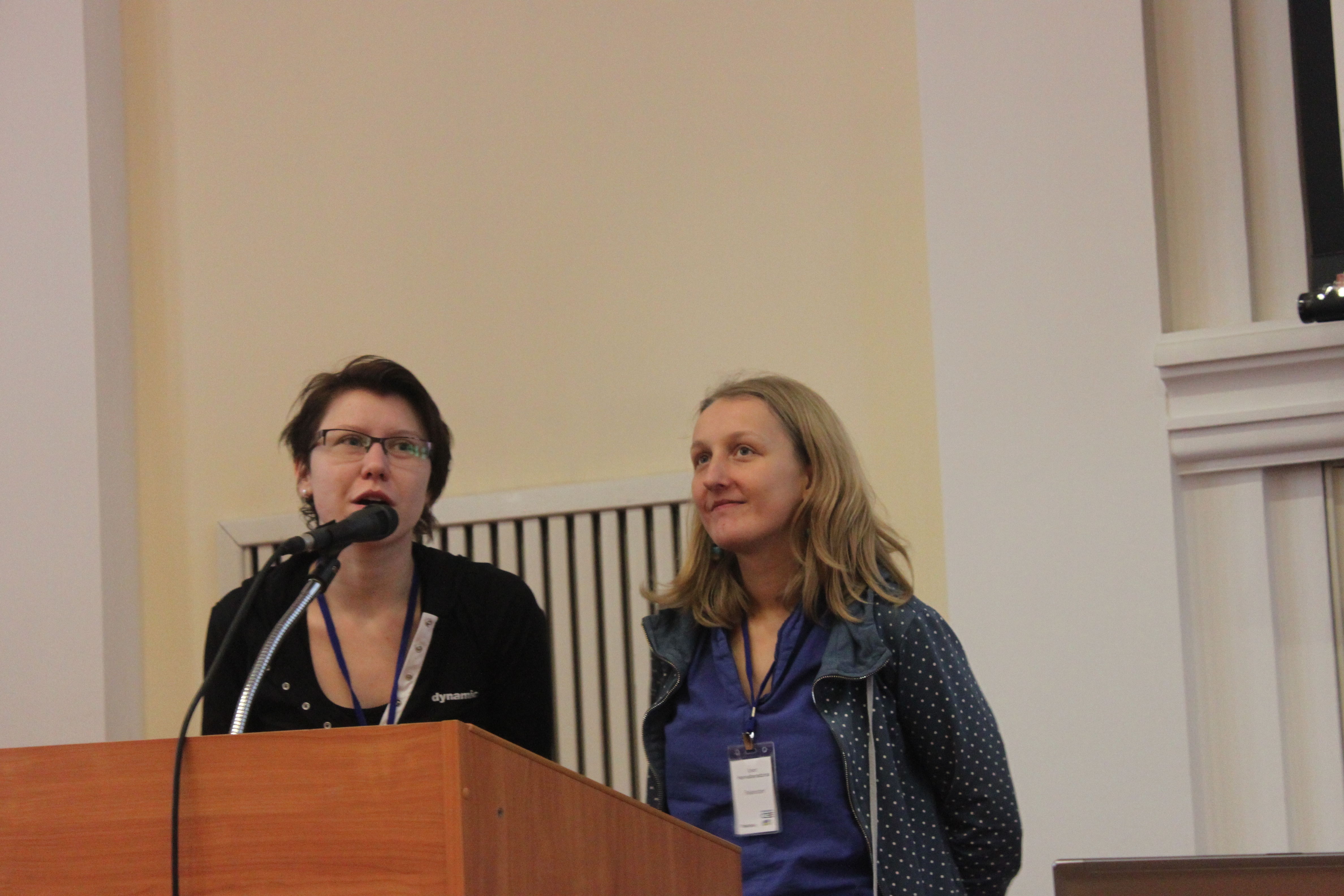
учасниці із Білорусі
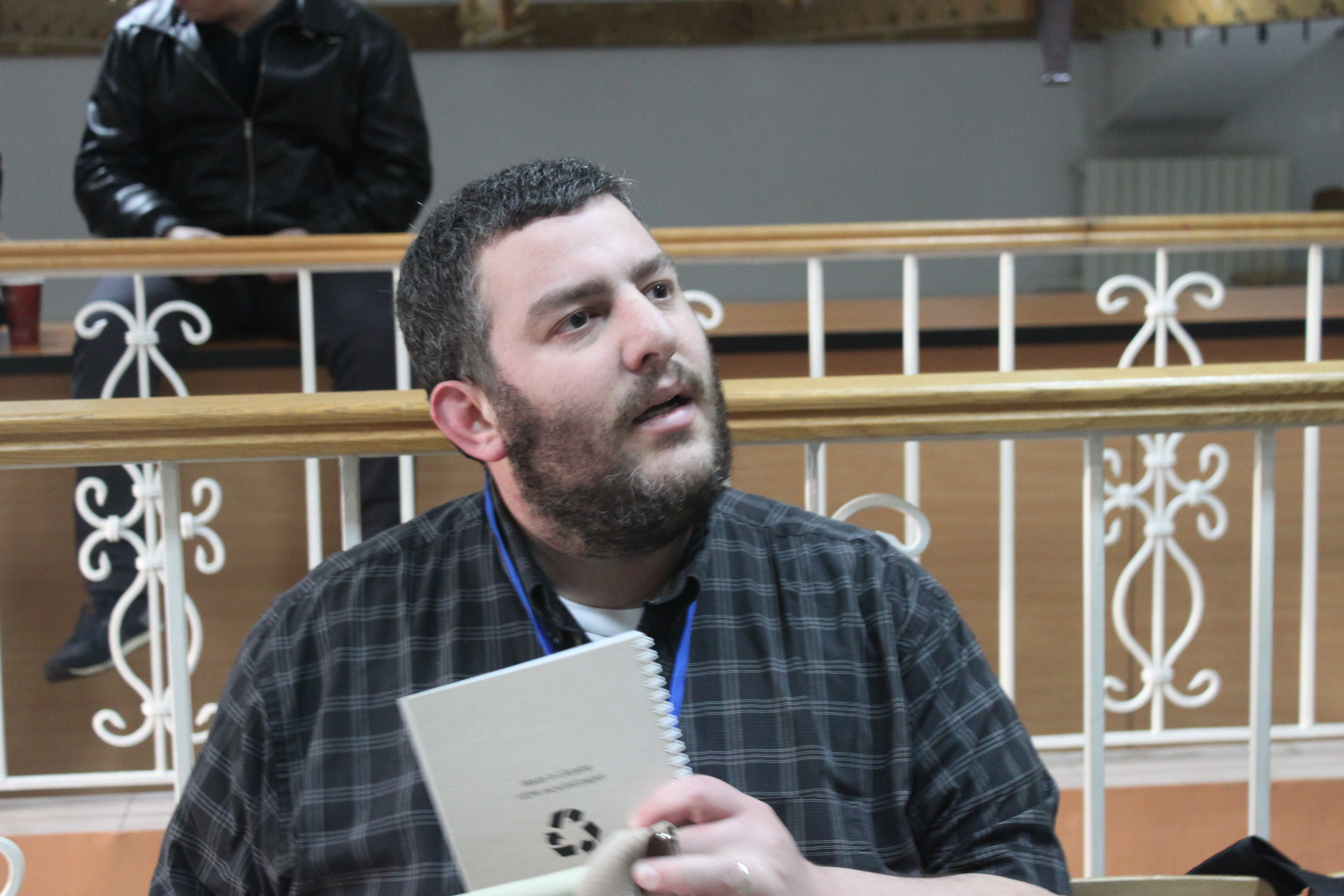
Asaf Bartov (USA)
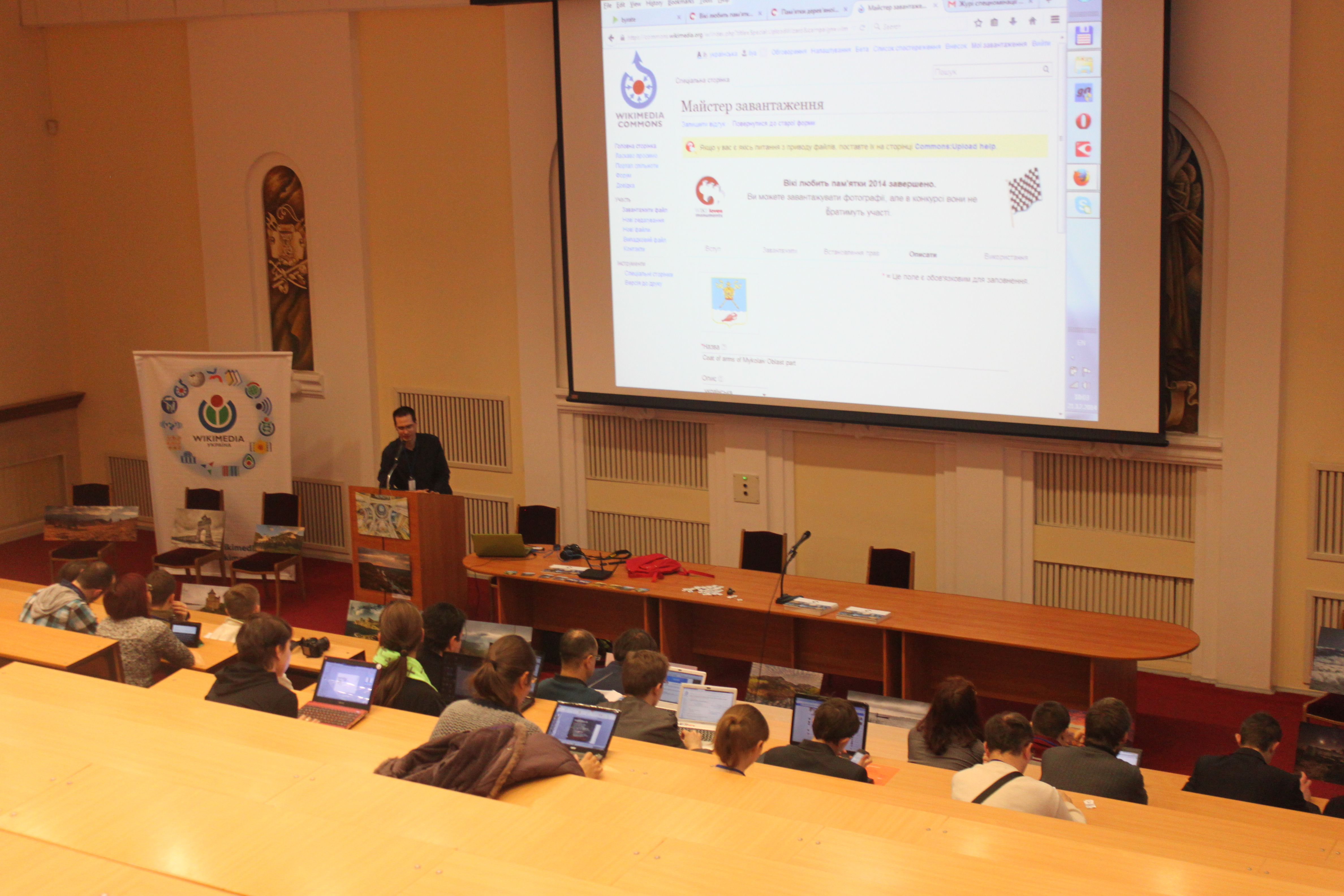
третій день, ВЛП та ВЛЗ, виступає Ілля Корнійко (Україна)
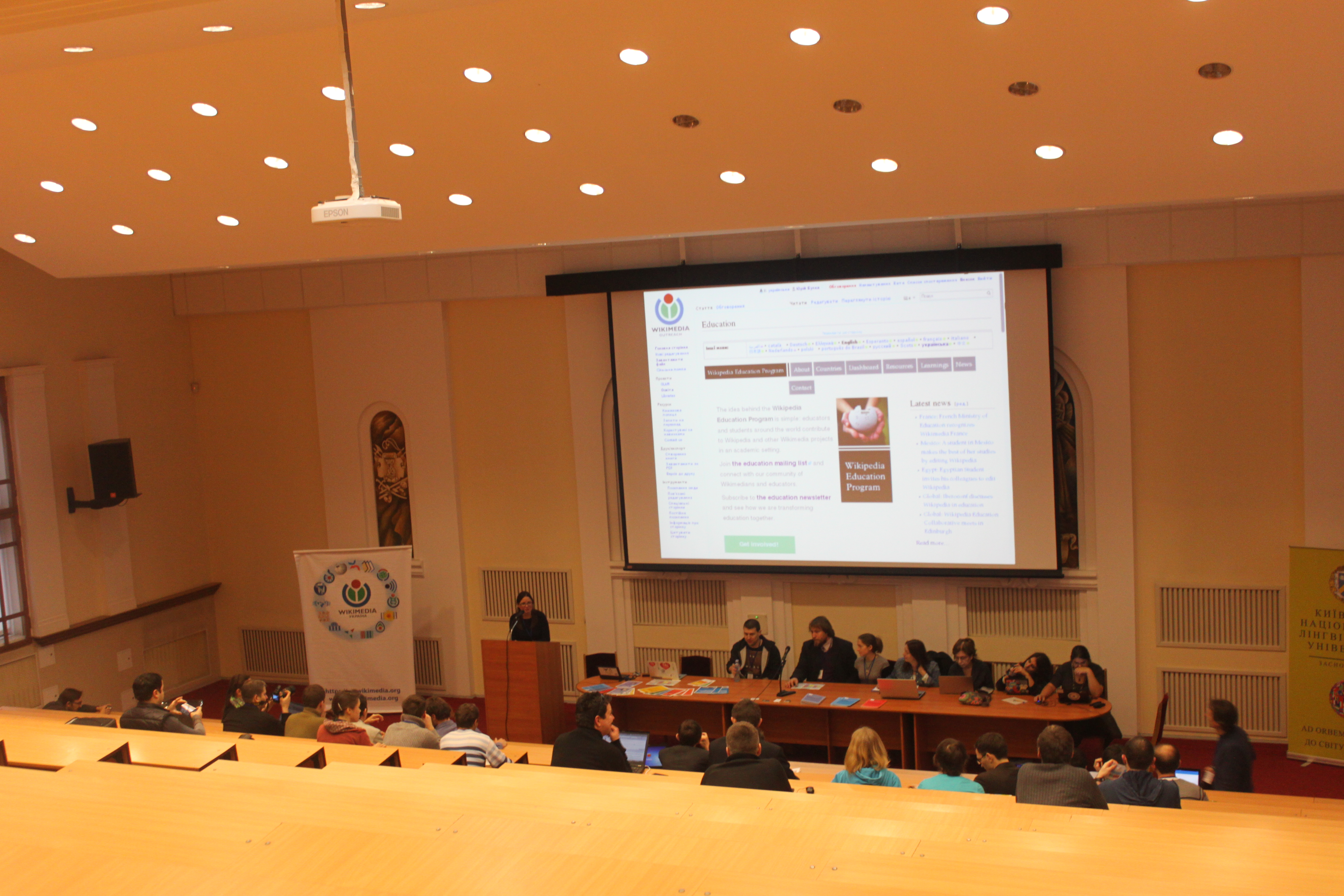
Освітня програма Вікіпедії
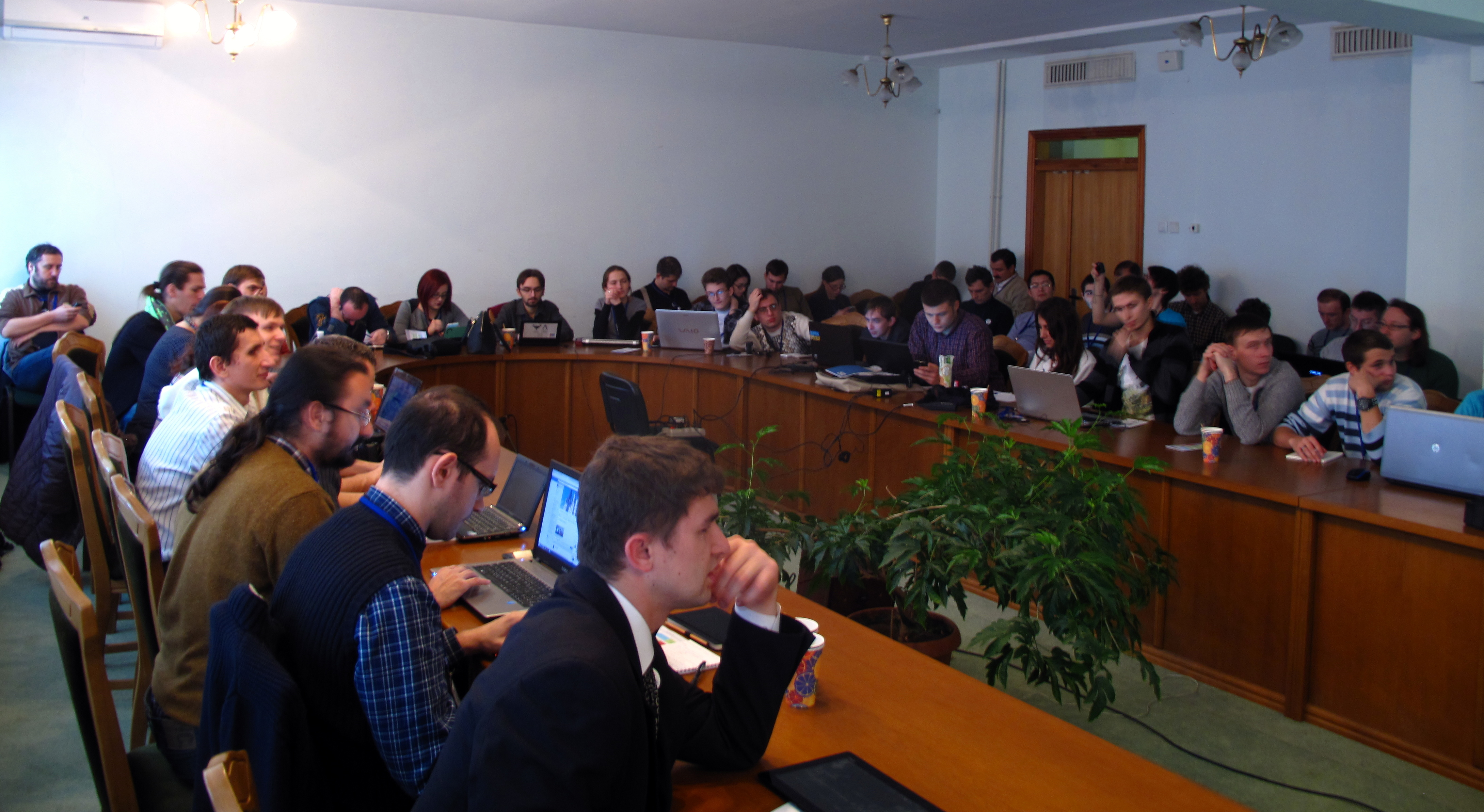
"Організація і проведення конкурсів у Вікіпедії"
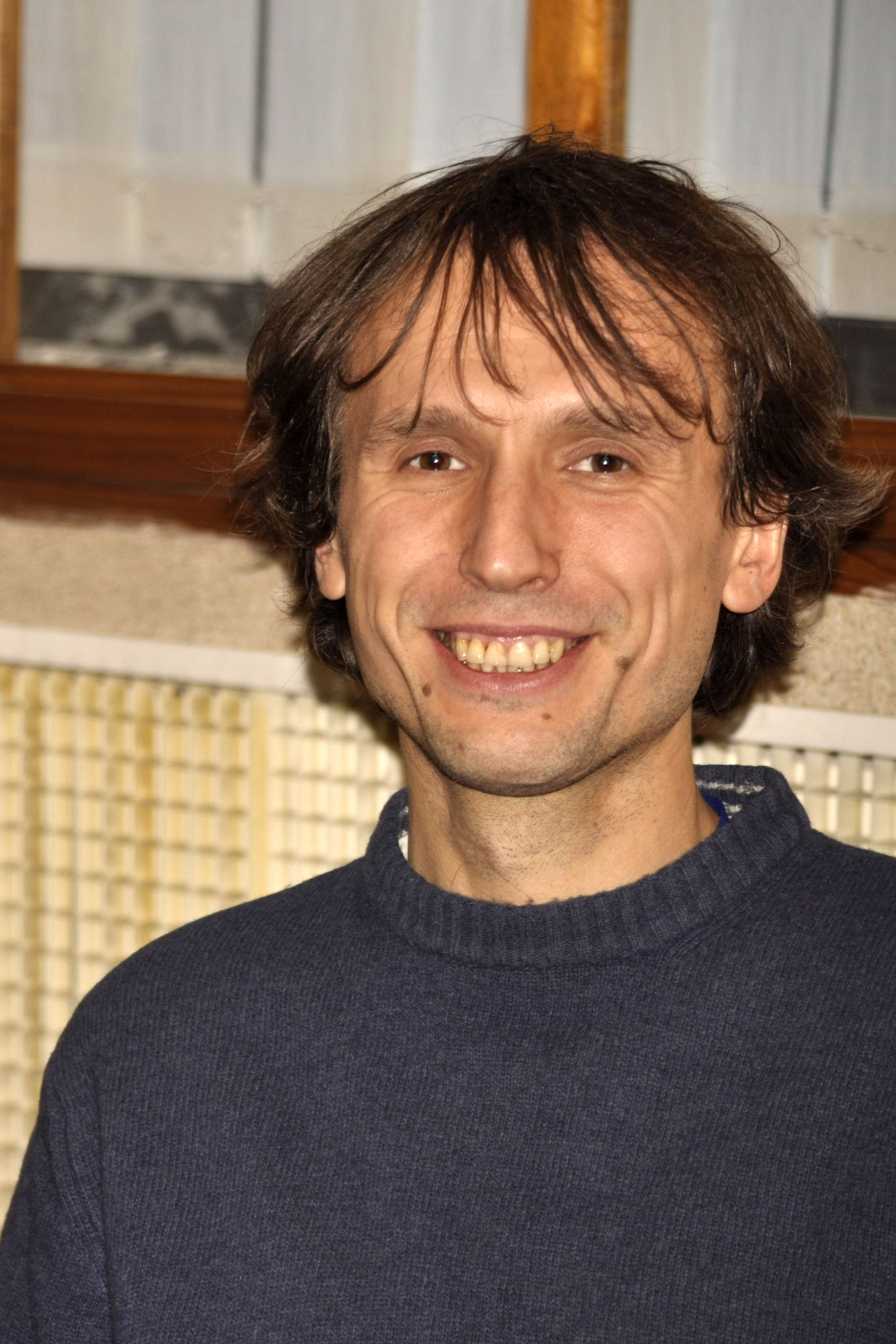
nickispeaki (Україна)
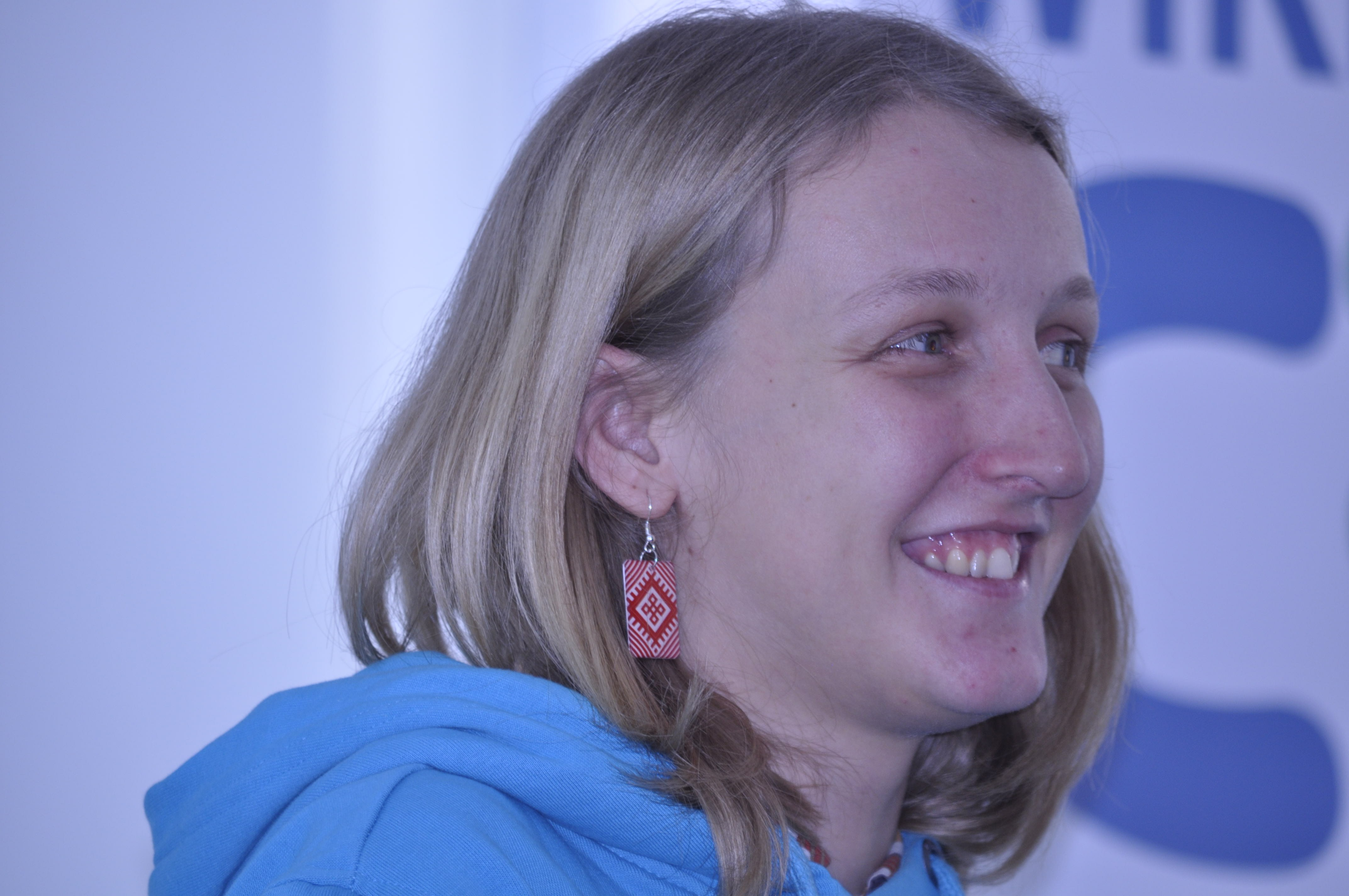
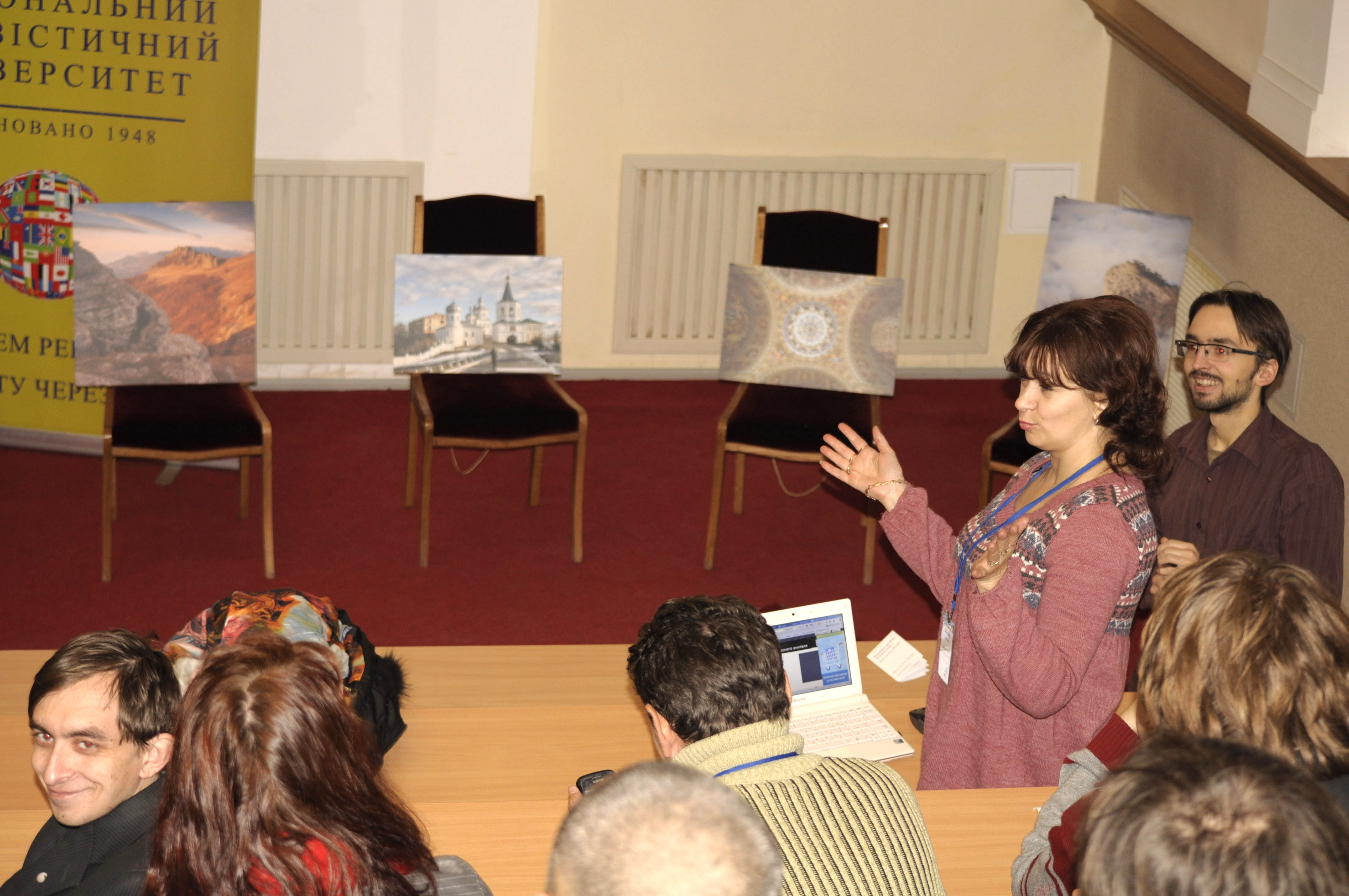
Промова українською
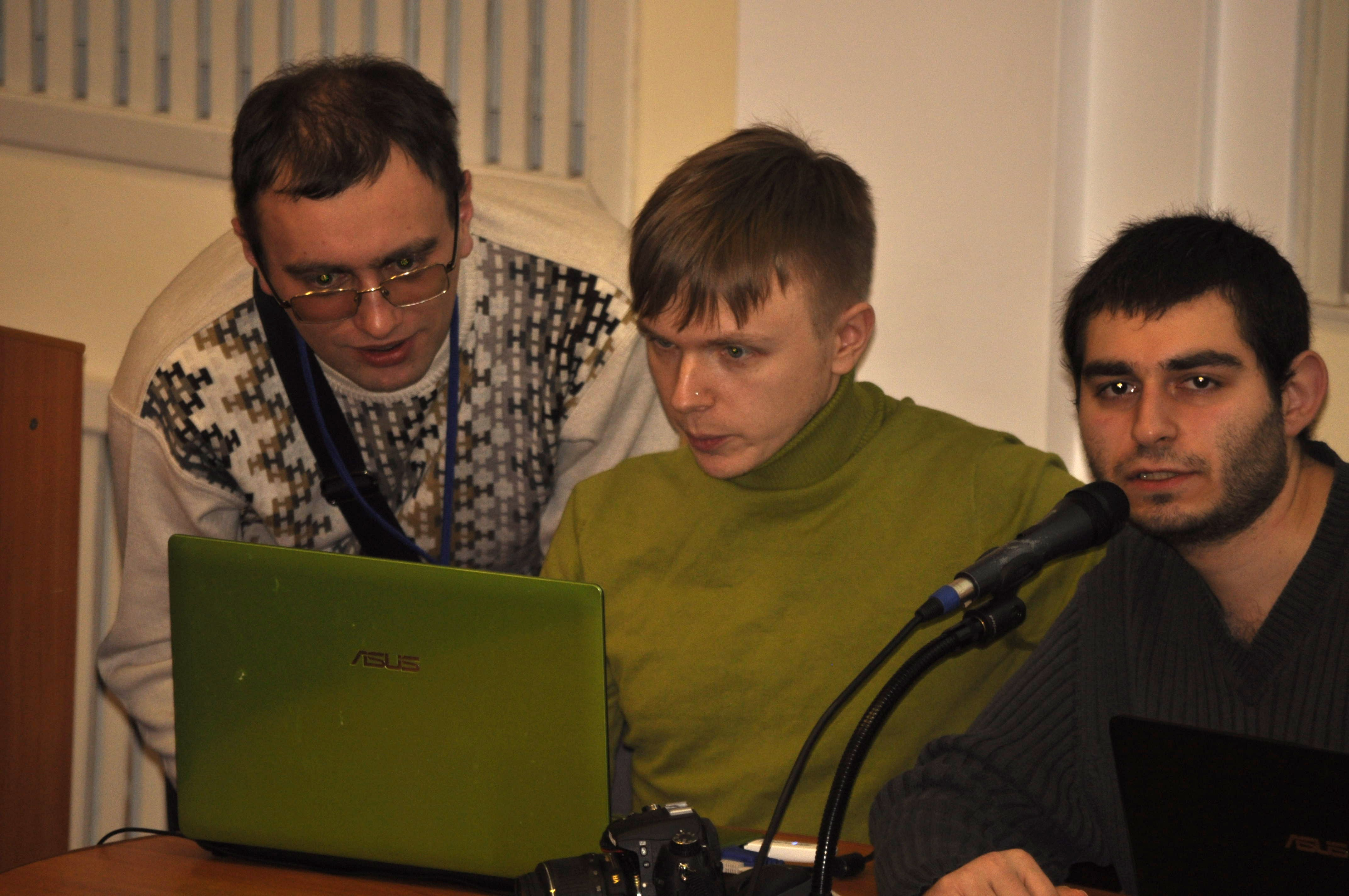
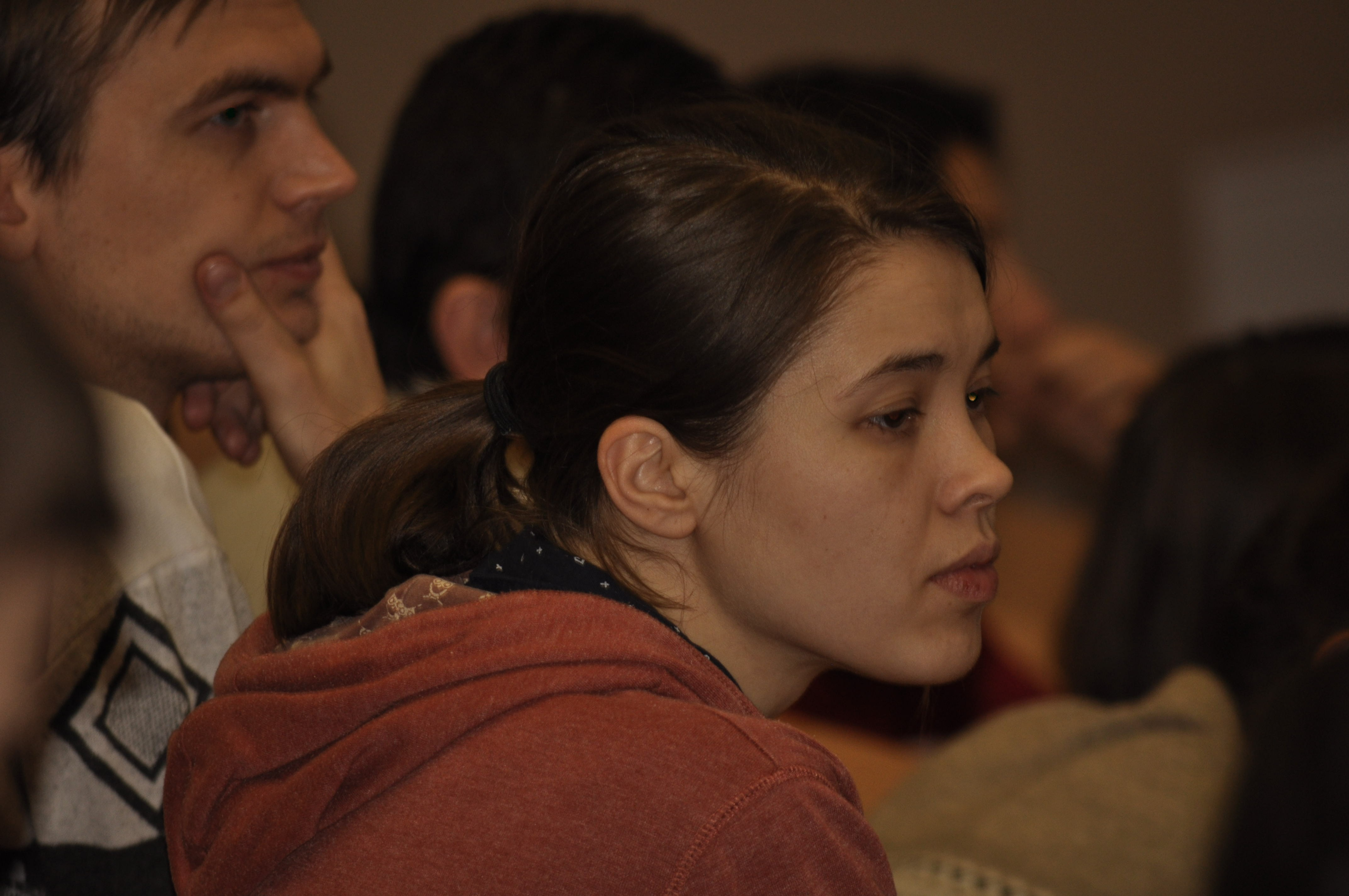
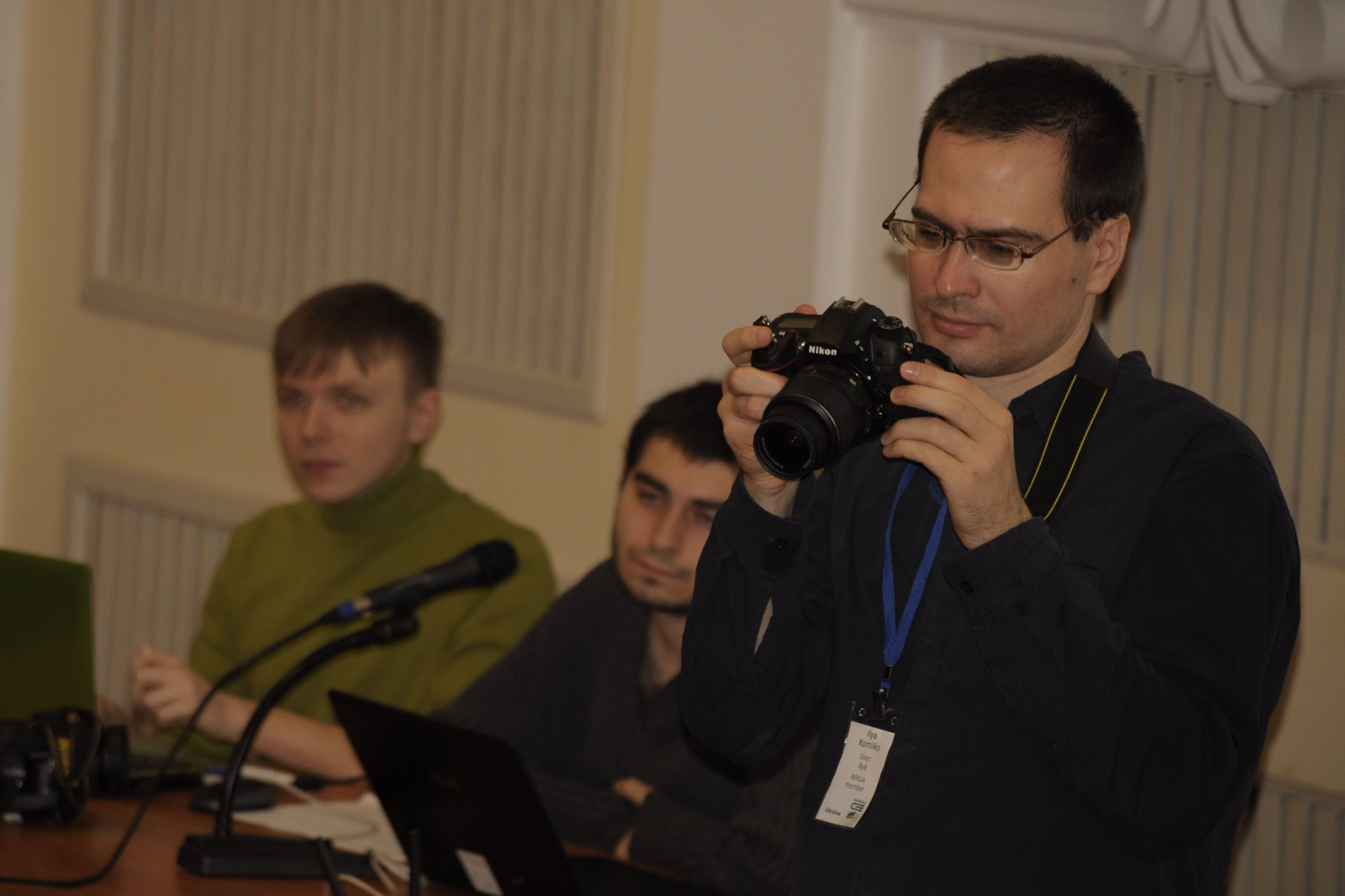
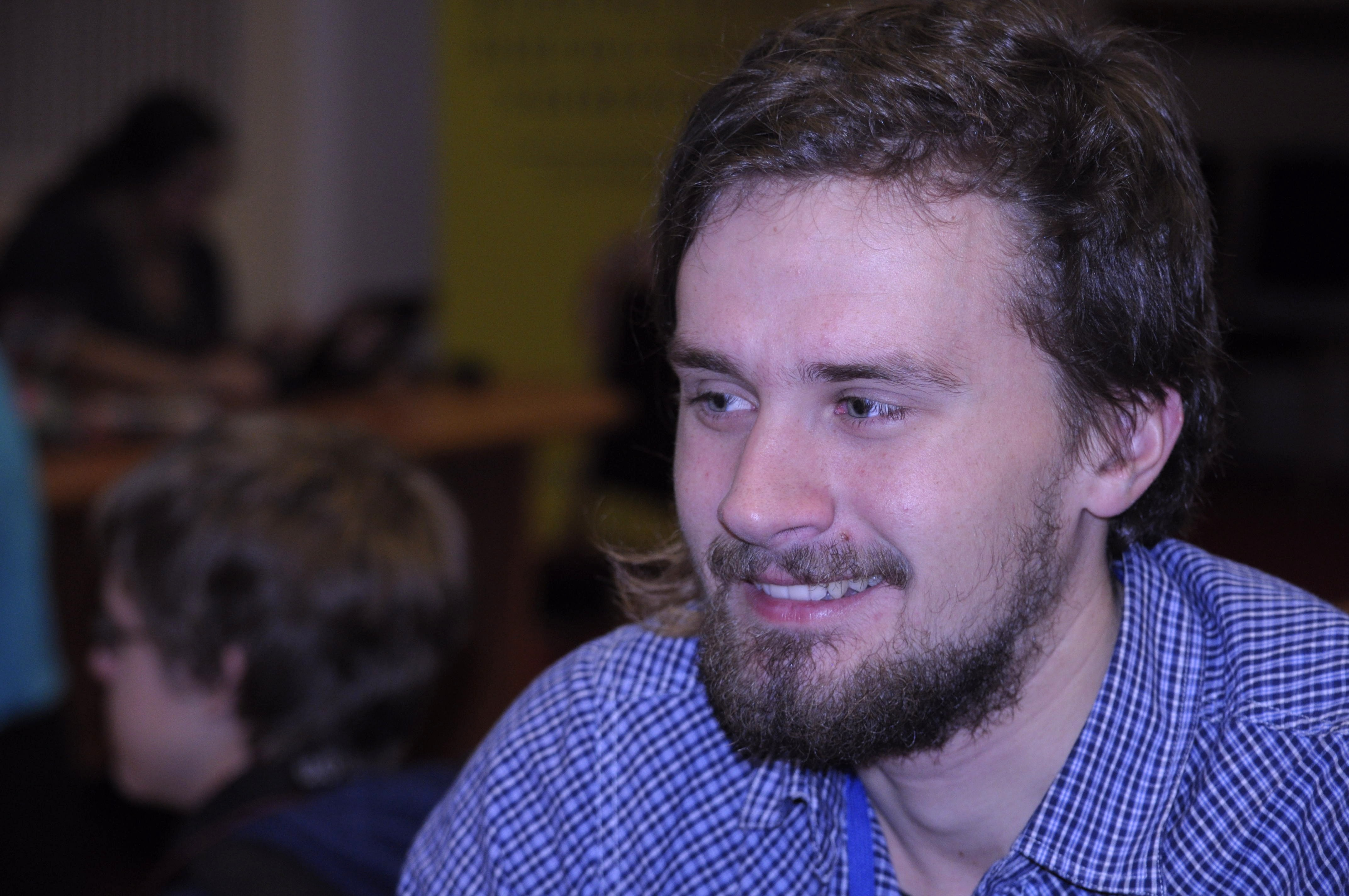

### Четверта конференція
Четверта конференція 10-13 вересня 2015 року пройшла в Естонії у місті Тарту. У Конференції взяли участь близько 60 осіб.

### П'ята конференція
27 — 29 серпня 2016 року пройшла в Діліжані (Вірменія). На конференції були присутні понад 70 учасників.

### Шоста конференція
23 — 24 вересня 2017 року пройшла у Варшаві (Польща).

### Сьома конференція
13 — 15 жовтня 2018 року пройшла у Львові. Захід зібрав 127 учасників із близько 30 держав і відбувся в Центрі Шептицького (Український католицький університет).

### Восьма конференція
11 — 13 жовтня 2019 року пройшла у Белграді.